# Movimiento estudiantil de la UAEMéx (2025)
El movimiento estudiantil de la UAEMéx de 2025, también referido como Paro estudiantil del 2025 o simplemente como el Paro, son una serie de protestas y huelgas estudiantiles que se han desarrollado en la Zona Metropolitana del Valle de Toluca, y otros puntos del Estado de México, iniciadas el 23 de abril de 2025 tras la filtración de un audio atribuido al entonces Rector de la universidad, Carlos Eduardo Barrera Díaz, en el cual se realizaban declaraciones controversiales sobre el manejo de las finanzas universitarias y el curso del proceso de renovación a la Rectoría. La polémica movilizó a sectores de distintos espacios de la Universidad, especialmente estudiantiles, que demandaron la salida del Rector, la suspensión del proceso, y una democratización del gobierno universitario.
Las muestras más palpables de descontento se hicieron manifestar por medio de manifestaciones, paros de labores en espacios de la Universidad, la celebración de Asambleas internas e interfacultades, entre otras muestras públicas de descontento. El curso de los hechos se ha visto marcado por una pérdida de credibilidad a la administración de la Universidad, polarización entre la comunidad estudiantil entre "paristas" y "antiparos", acusaciones de criminalización, entre otras cosas.

## Antecedentes

### Normativa vigente en la UAEMex para la elección de Rector
La Ley Orgánica de la Universidad Autónoma del Estado de México, promulgada a inicios de la década de 1990 durante la gubernatura interina de Ignacio Pichardo Pagaza, renovó el marco jurídico universitario en distintos aspectos, entre ellos la elección del Rector, la cual se deposita en la figura del Consejo Universitario bajo los siguientes términos:
ARTICULO 30.- El Consejo Universitario, reunido en sesión extraordinaria especialmente convocada para ello, elegirá por mayoría de votos al Rector para un período ordinario, previa opinión de las partes componentes de la comunidad universitaria, a través de procesos de auscultación cualitativa y cuantitativa, y observando las disposiciones del Estatuto Universitario y demás reglamentación aplicable.
A su vez, el Estatuto Universitario, documento normativo que profundiza en los puntos esbozados por la Ley Orgánica, ratifica la elección para la Rectoría como una tarea que le concierne al Consejo Universitario, visto como la máxima autoridad dentro de la Universidad. Los 105 miembros de este cuerpo son quienes, tras recoger las opiniones y preferencias de los universitarios en una auscultación cuantitativa (herramienta con carácter de consulta popular aunque carente de una naturaleza vinculante), emiten sus votos a la Comisión Especial Electoral y estos definen al ganador o ganadora del proceso electoral. Hasta enero de 2025 el H. Consejo Universitario de la UAEMéx estaba conformado por 47 alumnos, 31 directores de espacios académicos, 23 profesores, 1 representante de la Federación de Asociaciones Autónomas de Personal Académico de la UAEMéx (FAAPAUAEM), 1 representante del Sindicato Único de Trabajadores y Empleados al Servicio de la UAEMéx (SUTESUAEM), 1 secretario y el presidente del consejo, que es el Rector de la universidad. En 2024 la universidad reportó una matrícula total de 96 007 estudiantes, por lo cual los estudiantes que pertenecen al H. Consejo Universitario representan menos del 1% de la comunidad estudiantil.
Sin embargo, la fiabilidad de estos mecanismos ha estado en entredicho en procesos anteriores, especialmente durante el largo mandato del Partido Revolucionario Institucional en el Estado de México, en el cual se consideraba que la Rectoría era designada por el Gobernador de la entidad en turno, pero también porque la auscultación no representa una herramienta que defina el voto de los consejeros, puesto que la legislación únicamente la considera como un apoyo que estos pueden considerar o no al momento de emitir su preferencia.

### Proceso de Renovación a la Rectoría de la UAEMex 2025
El 21 de febrero de 2025 el H. Consejo Universitario de la Universidad Autónoma del Estado de México aprobó los lineamientos para el Proceso de Renovación y elección de un nuevo rector o rectora para el periodo 2025-2029 y lanzó la convocatoria para el registro de los aspirantes con base en la legislación universitaria vigente.
Sin embargo, desde antes de que iniciara el proceso, distintos grupos y asociaciones de alumnos y profesores habían manifestado su inconformidad sobre la normativa vigente en cuanto a la designación de Rector se refiere, y especialmente en su escasa naturaleza democrática. El 3 de marzo un grupo de académicos y alumnos expresaron que el proceso para la renovación de la rectoría no era un proceso claro y que asegurara reflejar la voluntad de la comunidad, de ahí que solicitaron que la votación se realizara mediante sufragio universal de toda la comunidad y no únicamente del Consejo Universitario.
El 6 de marzo se realizó el registro de los aspirantes mediante la presentación de los documentos necesarios en el Edificio Central de Rectoría. En total se registraron 9 candidatos, los cuales eran:
- Laura Elizabeth Benhumea González, ex directora de la Facultad de Ciencias Políticas y Sociales (FCPyS).
- Eréndira Fierro Moreno, ex secretaria de Administración durante la administración del rector Carlos Eduardo Barrera Díaz.
- María Dolores Durán García, ex secretaria de la Facultad de Ingeniería.
- Maricruz Moreno Sagal, ex secretaria de Docencia durante la administración del rector Rafael López Castañares.
- Martha Patricia Zarza Delgado, ex secretaria de Investigación y Estudios Avanzados en la administración del rector Barrera Díaz.
- María José Bernaldez, ex directora de la Facultad de Derecho
- Carlos Genaro Vega Vargas, ex director del Plantel "Nezahualcóyotl" de la Escuela Preparatoria.
- Alberto Saladino García, catedrático de la Facultad de Humanidades.
- Ramón Gutiérrez, ex director de la Facultad de Arquitectura.

Sin embargo, en medios y redes sociales padres de familia denunciaron prácticas de acarreo y chantaje hacia estudiantes del bachillerato universitario, los cuales habrían sido llevados al Edificio Histórico de Rectoría, lugar designado como sede para el registro de aspirantes, en apoyo de Fierro a cambio de calificación, estímulos académicos o bajo amenaza de represalias en sus espacios. Además se denunció un evidente favoritismo por Eréndira Fierro desde antes de iniciar del proceso electoral para la renovación de la rectoría con una gran presencia en redes sociales oficiales de la universidad y un despliegue mediático a su favor en diversos periódicos nacionales.
El mismo día la Comisión Especial Electoral de la UAEMéx anunció que negó el registro a 4 de los aspirantes, los cuales fueron Laura Elizabeth Benhumea González, Ramón Gutiérrez, Carlos Genaro Vega Vargas y Alberto Saladino García. Al día siguiente, 7 de marzo, un grupo de alumnos protestaron en las afueras de la Rectoría de la UAEMéx ante la negativa del registro como aspirante a la rectoría de Laura Benhumea, quien anunció que impugnaría la decisión de la Comisión Especial Electoral. Tanto Benhumea como Alberto Saladino buscaron impugnar la decisión de la Comisión sin obtener resultados, lo que contribuyó a poner en tela de juicio la legitimidad del proceso.
Las 5 candidatas que fueron aprobadas por la comisión electoral iniciaron sus "Jornadas de Promoción y Comparecencias Institucionales", las cuales actúan de facto como campañas, el 10 de marzo acudiendo a diversos espacios académicos de la universidad. El 13 de marzo, habiendo agotado los recursos al interior de la Universidad, Laura Benhumea informó que un juez federal concedió una suspensión con efectos restitutorios a favor de ella en la cual se ordenaba a la Comisión Especial Electoral entregarle su constancia como candidata a la Rectoría porque el juez consideró que cumplió con todos los requisitos que le solicitaron para ser candidata, y que sin embargo se vio ralentizada por la demora de la Comisión en otorgar el registro a la aspirante.
El 18 de marzo las candidatas María José Bernáldez Aguilar, María Dolores Durán García, Maricruz Moreno Zagal y Patricia Zarza Delgado señalaron en un comunicado conjunto a la candidata Eréndira Fierro Moreno de ser la candidata favorita del rector y denunciaron la celebración de actos anticipados de campaña y el uso irregular de recursos para la promoción de Eréndira Fierro. También indicaron que personal académico, administrativo y de apoyo habían recibido amenazas y presiones para que se sumaran al proyecto de la "candidata oficial". En redes sociales las acusaciones hacia el favoritismo institucional por Fierro fueron cada vez más constantes, haciendo énfasis en el despliegue mediático a favor de esta, movilizaciones cuestionadas de buena parte del personal administrativo y estudiantil en espacios académicos, recepciones suntuosas en espacios universitarios que no concordaban con las hechas a las demás aspirantes, entre otras cosas. Mientras que, Laura Benhumea señaló que la Comisión Especial Electoral no había atendido la orden del juez de entregarle la constancia de su candidatura y advirtió que la comisión podía caer en desacato a la decisión del juez.
Fue hasta el 26 de marzo que la Comisión Especial Electoral entregó a Laura Benhumea su constancia como candidata a la rectoría, teniendo una desventaja de 2 semanas en las comparecencias. El 28 de marzo Alberto Saladino García interpuso una demanda de amparo ante los juzgados federales de Toluca por presuntas irregularidades en el proceso de Elección de Rector o Rectora. Sin embargo, un juez declaró improcedente su amparo el 7 de abril bajo el argumento que el H. Consejo Universitario y la Comisión Especial Electoral no son autoridades.
El 2 de abril un grupo de alumnos de varias facultades marcharon por calles de Toluca de Lerdo desde Ciudad Universitaria hasta la Rectoría de la UAEMéx exigiendo mayor transparencia y participación de los alumnos en el proceso de elección a rectora. La marcha culminó con la realización de iconoclasia en la fachada de Rectoría.
La candidatura de Eréndira Fierro desató polémica el 9 de abril cuando ella visitaba el Plantel "Nezahualcóyotl" de la Escuela Preparatoria. Durante su visita un alumno fue presuntamente intimidado por dos docentes del plantel tras mostrar una pancarta en desacuerdo con la candidata. El hecho generó indignación y las candidatas Laura Benhumea, María José Bernáldez y Patricia Zarza condenaron lo sucedido, pidieron iniciar investigaciones y que se tomaran medidas para salvaguardar la integridad del alumno. Los docentes implicados fueron suspendidos y el alumno afectado recibió acompañamiento y asesoría. Por su parte, la respuesta de Fierro a estas y otras acusaciones se fundamentó en hacer referencia a supuestos grupos de poder que buscaban neutralizar su candidatura, hacer énfasis en su experiencia dentro del gobierno de la Universidad, y agradecer el apoyo de sus seguidores.

## Movimiento

### Primera etapa
La etapa inicial del movimiento estudiantil se caracterizó por el surgimiento de protestas estudiantiles tras la difusión de un audio atribuido presuntamente al rector Carlos Eduardo Barrera Díaz. Esta fase también se caracterizó por la reducción paulatina de las apariciones públicas del rector y el silencio del H. Consejo Universitario. Durante esta etapa, se llevaron a cabo las primeras asambleas estudiantiles en distintos espacios académicos de la universidad en las que se demandó mayor transparencia y democracia en el proceso de elección de la titular de la Rectoría.
El 23 de abril comenzó a circular por redes sociales un audio, posteriormente retransmitido a nivel nacional por Grupo ACIR, donde se señalaba una serie de declaraciones atribuidas al Rector Carlos Eduardo Barrera Díaz en lo concerniente a la elección, a una preferencia institucional dentro de la Universidad, y las represalias patrimoniales que conllevaría si la candidata oficial no ganaba en cuestión:

Dile a Patricia, a todas, que ya saben con quién estamos y diles que les vamos a dejar las arcas vacías para que no anden prometiendo cosas que no pueden cumplir.

Durante la sesión ordinaria del Congreso del Estado de México, diputados pidieron la renuncia del Rector y que se realizaran investigaciones sobre el manejo de los recursos de la Universidad. Por su parte, la UAEMéx, especialmente el mismo Rector Barrera, anunció que presentaba una denuncia ante la Fiscalía General de Justicia del Estado de México argumentando que el audio había sido manipulado, sacado de contexto y obtenido de manera ilegal. La Asamblea Universitaria de la UAEMéx, agrupación conformada por estudiantes de distintos espacios de la Universidad, reaccionó exigiendo la anulación del proceso para la elección de una nueva rectora señalando falta de legitimidad en el proceso y anunciaron que se realizaría un pliego petitorio dirigido al rector Carlos Barrera y a la Comisión Electoral.
El 24 de abril la Facultad de Humanidades celebró una primera asamblea con miembros de su comunidad quienes anunciaron que realizarían votaciones los días 28 y 29 de abril para definir si la facultad se iría a paro de labores en protesta por las irregularidades del proceso para la renovación de la rectoría y exigiendo el voto universal de toda la comunidad universitaria. Ese mismo día la candidata Eréndira Fierro se pronunció en redes sociales asegurando no ser la candidata oficial del rector y haciendo un llamado a la unidad universitaria durante el proceso de renovación a la rectoría. Para el 27 de abril se había anunciado que en la Facultad de Ciencias de la Conducta (FaCiCo) se convocaría a una asamblea estudiantil y en la Facultad de Ciencias se convocaba a un diálogo abierto, colocación de tendederos de necesidades y la elaboración de un pliego petitorio, todo a realizarse en días próximos.
El 28 de abril el rector Carlos Barrera presentaba, junto a dos especialistas, los resultados de peritajes que se le realizaron al audio asegurando que el audio era falso y estaba alterado en su contenido. Sin embargo, al día siguiente se liberó un peritaje independiente en el cual se aseguró que el audio no estaba alterado y la voz coincidía con la del rector. Paralelamente se realizaron votaciones en las Facultades de Humanidades, Artes y Ciencias Políticas y Sociales. La Facultad de Humanidades entró en paro de labores el 29 de abril, a pesar de la negativa de sus autoridades y las prácticas de esquirolaje entre estudiantes, mientras que la Facultad de Artes se sumó al paro de labores el 30 de abril y en la Facultad de Ciencias Políticas y Sociales se decidió no entrar en paro de labores, en un primer momento.

#### Toma de Rectoría
Tras un periodo vacacional del 1 al 5 de mayo, el día 6 de mayo inició con una manifestación de alumnos de la Facultad de Humanidades en la Avenida Paseo Tollocan, señalando que desde el inicio del paro de labores ninguna autoridad universitaria se había acercado a escuchar sus demandas, y acusando a la directora de la institución Beatriz Adriana González Durán de criminalizar el movimiento y realizar prácticas de chantaje académico como clases en línea para buscar frenar el paro. De manera paralela inició una marcha convocada en Ciudad Universitaria que pasaría por el Campus Colón de la UAEMéx y se dirigiría al Edificio Central de Rectoría.
Poco antes las 14:00 horas los primeros alumnos de la marcha llegan a Rectoría y realizan iconoclasia en el edificio, tras lo cual los alumnos de diferentes facultades comenzaron con la lectura de sus diferentes pliegos petitorios. Habiendo transcurrido 1 hora y 30 minutos el Secretario de Rectoría Marco Aurelio Cienfuegos Terrón salió al encuentro con los alumnos y estos le entregaron los pliegos petitorios que originalmente estaban dirigidos al rector, lo que acrecentó el sentimiento de indignación ante la ausencia de Barrera Díaz. Cienfuegos Terrón permitió entrar a los alumnos a Rectoría y fijó las 17:30 horas como el momento en que se definiría la hora de llegada del Rector. Sin embargo, llegada la hora límite Cienfuegos Terrón argumentó que no existían las condiciones de seguridad para el arribo del Rector, noticia la cual enardeció a los alumnos los cuales decidieron tomar las instalaciones en señal de protesta. La toma de Rectoría se realizó de manera pacífica permitiendo que los administrativos sacaran sus pertenencias de sus oficinas y asegurando que espacios como los Museos, la Pinacoteca, el Aula Magna y demás espacios no sufrieran daños.

#### Intensificación del movimiento

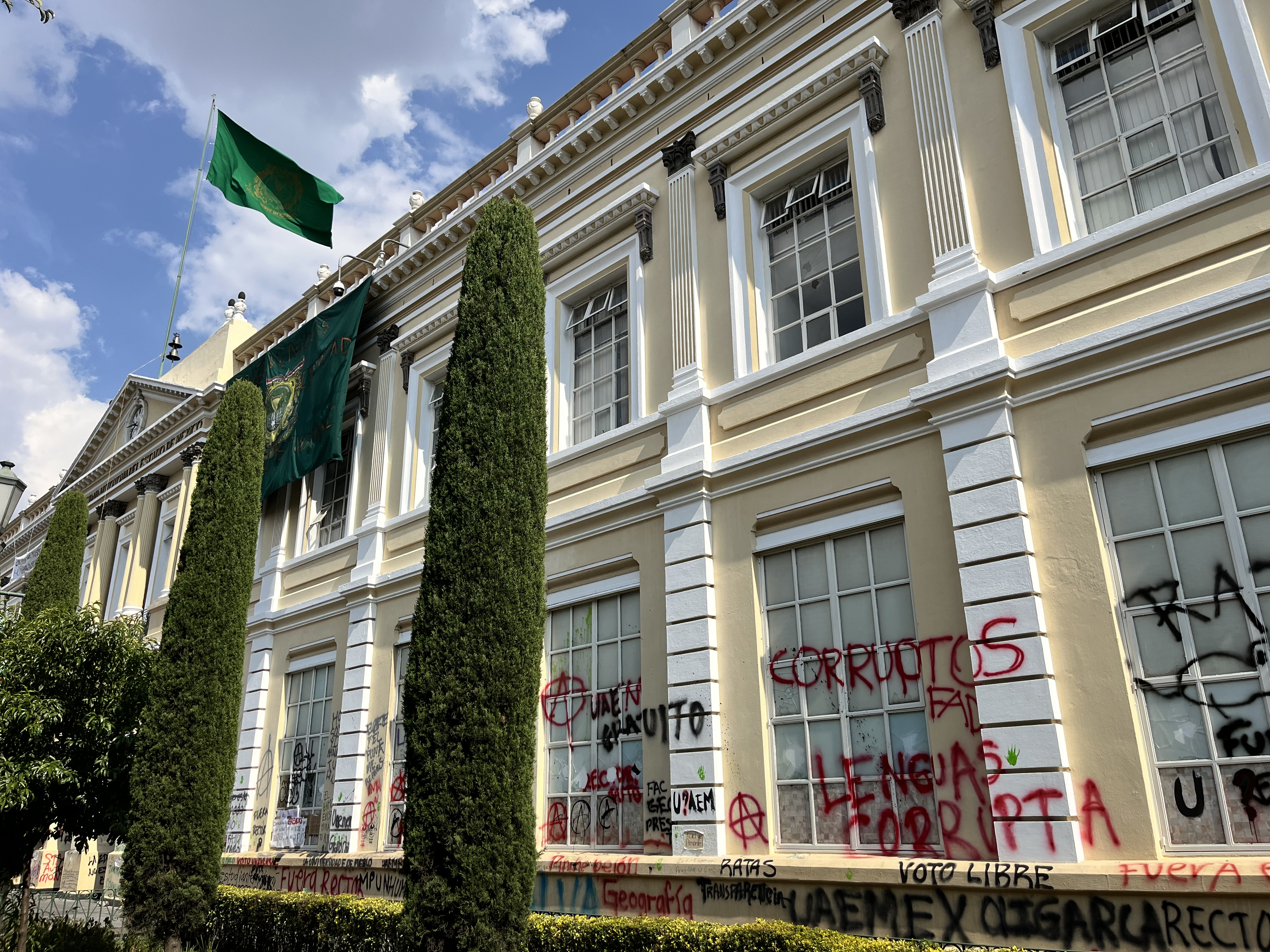
"Casa del Estudiante" de la Universidad Autónoma del Estado de México, mayo de 2025

Tras la toma de Rectoría el movimiento estudiantil se intensificó y agudizó. El 7 de mayo los estudiantes renombraron el Edificio Central de Rectoría como "La Casa del Estudiante", en la Facultad de Ciencias Políticas y Sociales (FCPyS) decidieron en una votación a mano alzada entrar a paro de labores, más tarde en las facultades de Arquitectura y Diseño (FAD) y Derecho se anunciaron los resultados de sus respectivas votaciones entrando en paro de labores. Ese mismo día se celebró al interior de la Casa el primer encuentro asambleario entre representantes de distintas facultades y espacios universitarios.
Al día siguiente el Centro Universitario Valle de México y las facultades de Gastronomía y Turismo, Planeación Urbana y Regional (FaPUR), Ciencias de la Conducta (FaCiCo), Ingeniería y Lenguas entraron en paro de labores, mientras que en la votación de la Facultad de Contaduría y Administración ganó el no al paro de labores. De manera paralela, estudiantes de las facultades de Medicina, Enfermería y Odontología se manifestaron cerrando Paseo Tollocan. A su vez, la Facultad de Antropología realizaba un paro simbólico en apoyo al movimiento.
El 9 de mayo las facultades de Enfermería y Obstetricia, Geografía, Economía, Ciencias, Química y Odontología se anunciaron resultados favorables al paro en sus votaciones correspondientes y las facultades se unieron al paro de labores. Sin embargo, las autoridades de la Facultad de Contaduría y Administración decidieron convocar la auscultación cuantitativa el lunes 12 de mayo continuando el proceso electoral para la renovación a la rectoría, provocando el descontento de los alumnos por el incumplimiento de las condiciones no negociables del pliego petitorio de la asamblea de dicha facultad. Ante el temor de que los alumnos tomaran las instalaciones, el campus "Los Uribe" de la facultad fue evacuado mediante amenazas e intimidación policiaca, en respuesta la asamblea universitaria inició el paro de labores en las instalaciones de Ciudad Universitaria de la facultad. De manera paralela se anunció que los servidores de la universidad fueron apagados para evitar que el Consejo Universitario votara en la auscultación cuantitativa. Redalyc denunció mediante un comunicado el abandono institucional por la Administración Central de la UAEMéx durante la administración del rector Carlos Barrera. Este mismo día, los representantes de 25 asambleas estudiantiles aprobaron la creación del Enjambre Estudiantil Unificado (EEU) como una asamblea para reunir las diferentes voces y opiniones de las diversas asambleas estudiantiles, y coordinarlas para realizar exigencias en conjunto.
Para el 10 de mayo, con 17 facultades y un Centro Universitario en paro de labores, Eréndira Fierro anunció su renuncia a su candidatura por la rectoría de la UAEMéx, señalando que su decisión obedecía a un acto de responsabilidad y congruencia ética. El 11 de mayo varias decenas de egresados de diversas carreras de la UAEMéx mostraron su apoyo al movimiento estudiantil mediante una manifestación frente a la Casa del Estudiante. Durante ese día se anunció que la asamblea universitaria de la Facultad de Antropología modificó el estatus de la suspensión de labores llevando a la facultad a sumarse al paro de labores.
El 12 de mayo se anunció mediante un comunicado de la administración universitaria que la elección para la renovación de la rectoría se aplazaría y que el rector Carlos Barrera dimitiría de su cargo el 14 de mayo, dejando a un encargado de despacho al frente de la universidad. Más tarde, los alumnos de la Facultad de Contaduría y Administración llevaron a cabo una manifestación que comenzó el Plantel "Cuauhtémoc" de la Escuela Preparatoria (Prepa 3) y culminó en la Facultad de Contaduría y Administración "Unidad Los Uribe", donde los alumnos consiguieron ingresar y tomar las instalaciones.
El mismo día se anunció que las Unidades Académicas Profesionales Acolman y Chimalhuacán, los centros universitarios de Temascaltepec y Tenancingo, el Instituto de Ciencias Agropecuarias y Rurales (ICAR) y las facultades de Medicina, Ciencias Agrícolas, y Medicina Veterinaria y Zootecnia realizaron votaciones con resultados favorables al paro, por lo que estos espacios académicos iniciaron paros de labores. Con lo cual, al finalizar el 12 de mayo, tres Centros Universitarios, dos Unidades Académicas Profesionales, un instituto de investigación y todas las facultades de la UAEMéx se encontraban en paro de labores académicas. A su vez, se conformó una Comisión Especial para el Diálogo integrada por consejeras y consejeros alumnos, representantes docentes e integrantes del gabinete de la Administración Central para iniciar la instalación de mesas de trabajo y diálogo entre los alumnos y el H. Consejo Universitario.

### Segunda etapa
La segunda etapa del movimiento se caracteriza por la gestión interina de Isidro Rogel Fajardo como encargado de despacho de la Rectoría de la universidad tras la renuncia del rector Carlos Eduardo Barrera Díaz. A su vez, está marcada por el lento avance de las negociaciones entre el movimiento estudiantil y la administración central universitaria, representada por el Honorable Consejo Universitario. Durante esta etapa las diferentes asambleas estudiantiles y el EEU se concentraron en las reformas al estatuto universitario para lograr mayor democracia en la elección del titular de la rectoría y para evitar la criminalización del movimiento.
El 13 de mayo el rector Carlos Eduardo Barrera Díaz anunció su renuncia al cargo a pocas horas de que por ley terminara su gestión, tomando la decisión con la intención de reducir la tensión política que generó el proceso electoral para la renovación a la rectoría. Horas más tarde, el Consejo Universitario sesionó y mediante una votación se eligió a Isidro Rogel Fajardo como encargado de despacho de la rectoría de la UAEMéx. El mismo día se anunció que la Escuela de Artes Escénicas y las Unidades Académicas Profesionales Tianguistenco, Huehuetoca y Cuautitlán Izcalli se sumaron al paro de labores, mientras que el Centro Universitario Nezahualcóyotl decidió no entrar a paro de labores tras votaciones.

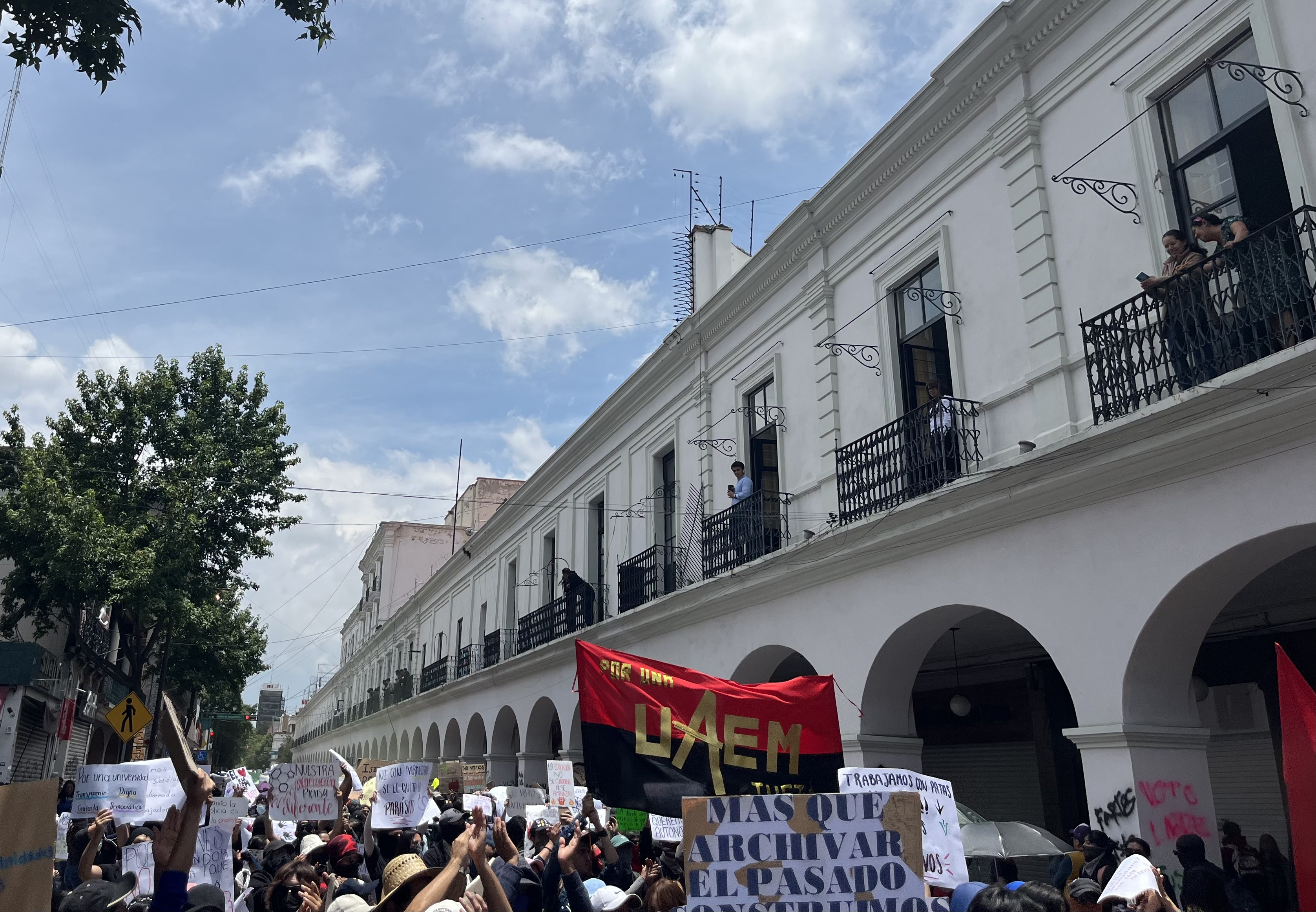
Marcha de alumnos de la UAEMéx en el centro de Toluca de Lerdo, 30 de mayo de 2025

En su primer acto como encargado de despacho de la Rectoría, Isidro Rogel acudió a la Casa del estudiante el 14 de mayo para tener un primer acercamiento con los alumnos y comenzar la revisión de sus demandas. Prometió no criminalizar a los alumnos que participan en el movimiento, pidió al gobierno estatal evitar la presencia policiaca cercana a los espacios académicos tomados por los alumnos y evitar cualquier tipo de hostigamiento o molestia a los estudiantes. El mismo día, el Centro Universitario Texcoco anunció que entraba en paro de labores tras resultados favorables al paro en votaciones. Más tarde, tras votaciones favorables, el Centro Universitario Valle de Chalco se sumó al paro de labores.

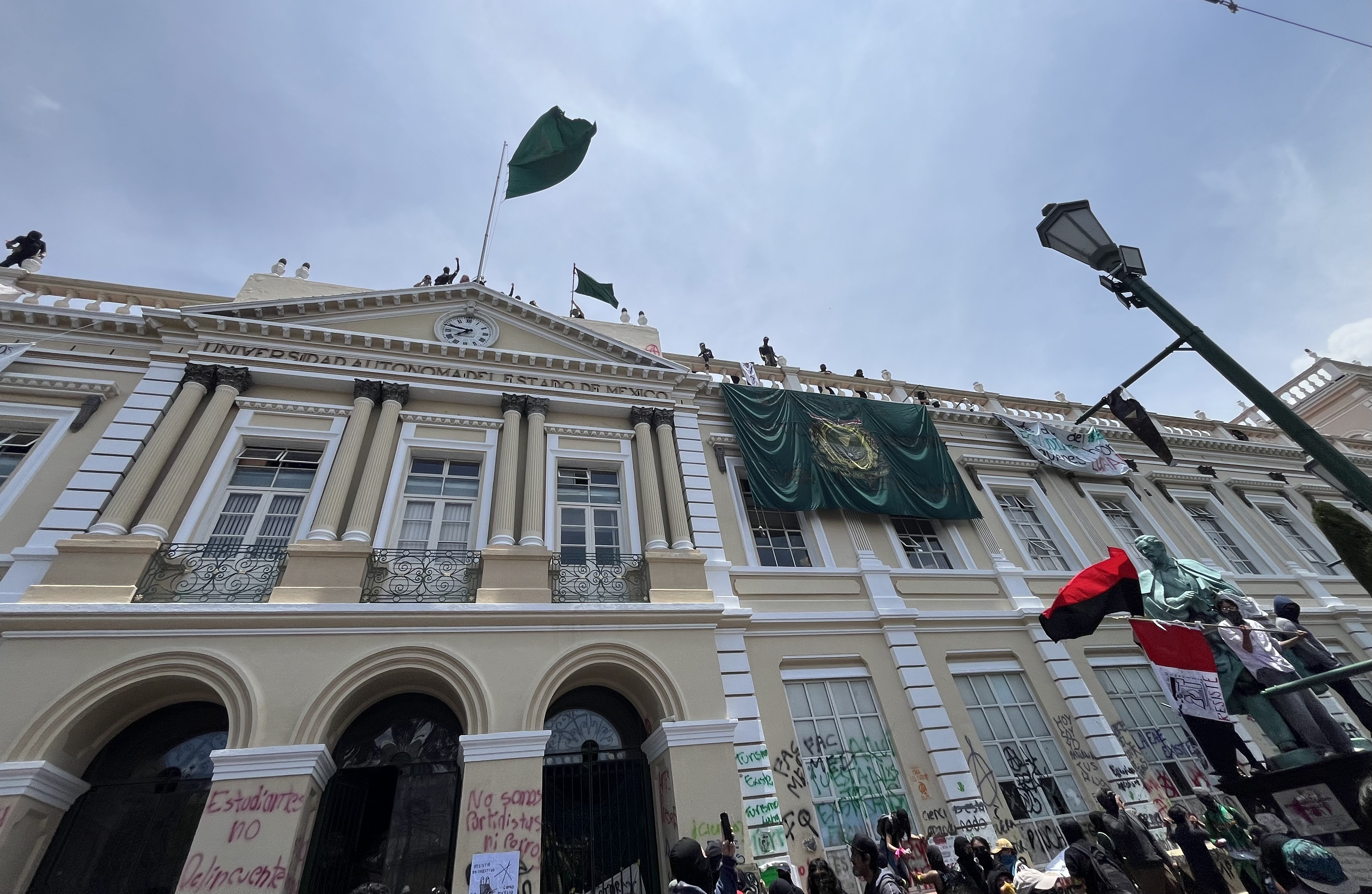
Marcha de alumnos de la UAEMéx frente a la Casa del Estudiante, 30 de mayo de 2025

El 15 de mayo se anunció que Isidro Rogel se presentó en los campus "El Cerrillo" y el "Rosedal" de la universidad para entablar un diálogo con los alumnos en paro. Sin embargo, los alumnos denunciaron que la visita fue rápida, no se entabló un diálogo y solo se les entregó un papel con el número telefónico del encargado de despacho. De manera paralela, alumnos de las facultades de Geografía y Planeación Urbana y Regional denunciaron actos de intimidación por parte de personal de la Administración Central y de personas no identificadas. El mismo día integrantes del colectivo Enjambre Estudiantil Unificado anunciaron que no reconocían al encargado de despacho de la rectoría por ser una figura impuesta y no electa por los alumnos. Por otra parte, las candidatas a la rectoría Laura Benhumea, Patricia Zarza y Dolores Durán se pronunciaron de manera independiente pidiendo que se escuchara a los alumnos y se construyeran acuerdos.
El 16 de mayo las facultades de Medicina, Odontología y Enfermería y Obstetricia reanudaron actividades presenciales tras paros de labores definidos, manteniendo sus exigencias y obteniendo compromisos al diálogo de sus directivos. El mismo día se anunció que los Centros Universitarios Valle de México y Tenancingo entregaron las instalaciones a las autoridades universitarias y reanudarían sus clases el lunes 19 de mayo. De igual manera, alumnos en paro de la Facultad de Química denunciaron que recibieron amenazas y agravios de una mujer que utilizó el caso de los desaparecidos de ayotzinapa para desprestigiar el movimiento. Al día siguiente se anunció que el Instituto de Ciencias Agropecuarias y Rurales (ICAR) reanudaría sus actividades el 19 de mayo, pero de manera virtual porque el campus "El Cerrillo" permanecería cerrado. De manera paralela, se eliminaron los perfiles de redes sociales del exrector Carlos Eduardo Barrera Díaz.
El 19 de mayo el Instituto de Ciencias Agropecuarias y Rurales (ICAR) y los Centros Universitarios Valle de México y Tenancingo retomaron actividades académicas. El mismo día Isidro Rogel ofreció una conferencia de prensa donde indicó que la universidad analiza las posibilidades de reponer el proceso electoral para la sucesión a la rectoría o eliminarlo, también que la continuidad de la Comisión Especial Electoral se evaluaría y que la exigencia de voto universal para la elección de la rectoría no podría concretarse en el corto plazo.
Para el 20 de mayo se anunció que la Facultad de Odontología y el Centro Universitario Tenancingo decidieron retomar el paro de labores de manera indefinida. En la Facultad de Odontología su asamblea estudiantil decidió retomar el paro de labores pero ahora de manera indefinida tras recibir amenazas de la recién nombrada encargada de la dirección, designada después de que director de la facultad se sumó al equipo de Isidro Fajardo como secretario de Rectoría. En el Centro Universitario Tenancingo la asamblea estudiantil decidió modificar el estatus del paro de labores, cambiando de "simbólico" a indefinido tras votaciones.
El 21 de mayo se anunció que las asambleas estudiantiles de las facultades de Humanidades y Lenguas solicitaron al Consejo Universitario la destitución de las directoras de sus facultades y de los consejeros estudiantiles de la Facultad de Humanidades. Alumnos denunciaron que la directora de la Facultad de Humanidades incurrió en actos de intimidación hacia el alumnado y que los consejeros universitarios actuaron contra el interés colectivo de la facultad, mientras que, la asamblea estudiantil de la Facultad de Lenguas señaló que la directora del espacio académico no representa los intereses de la comunidad estudiantil. El mismo día, alumnos del Centro Universitario de Valle de Chalco denunciaron haber recibido amenazas de los profesores del centro universitario.
Fue hasta el 24 de mayo que la Asamblea Universitaria reveló una minuta resolutiva del 21 de mayo en la que, tras una asamblea que contó con la participación de 27 espacios académicos de la universidad en el campus "El Cerrillo", el Enjambre Estudiantil Unificado definió sus siguientes objetivos y exigencias. Tras votaciones se aprobó desconocer a los integrantes del H. Consejo Universitario, al encargado de despacho de la Rectoría Isidro Rogel Fajardo y el proceso de elección para la renovación de la rectoría, también resultó favorable la votación sobre exigir auditorías al ex rector Carlos Eduardo Barrera Díaz y a los directivos de los espacios académicos de la universidad. El mismo día se anunció que la Facultad de Química regresaría a actividades académicas el 26 de mayo manteniéndose bajo protesta mientras que la Facultad de Ciencias Agrícolas se mantendría en paro indefinido de labores ya que las autoridades de la facultad no realizan esfuerzos por atender las demandas del pliego petitorio de la asamblea de esa facultad.

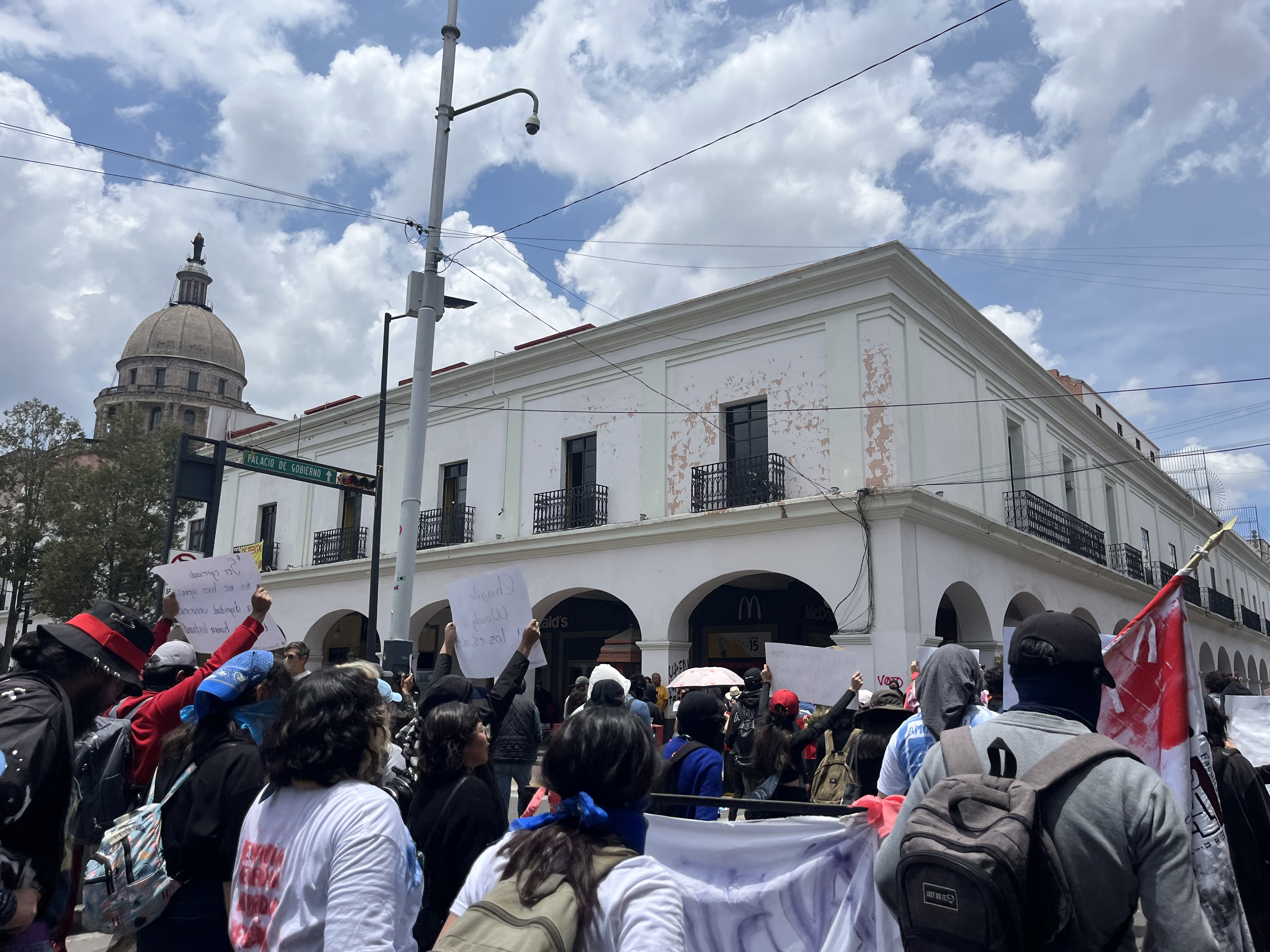
Marcha de alumnos de la UAEMéx en el centro de Toluca de Lerdo, 30 de mayo de 2025

La Facultad de Química reanudó actividades académicas en todos sus campus del Valle de Toluca el 26 de mayo. El mismo día la administración universitaria publicó un video en el cual Isidro Rogel Fajardo reconoció que ante la falta de acuerdos se corría el riesgo de perder el semestre en curso y anunció la creación de una Vocería Universitaria para transparentar los diálogos con los distintos espacios académicos. De manera paralela la asamblea estudiantil de la Unidad Académica Profesional Chimalhuacán anunció que desconoce a Isidro Rogel como encargado de despacho de la Rectoría. El 27 de mayo la asamblea estudiantil de la Facultad de Humanidades recibió a la directora del plantel en uno de los accesos a la facultad y exigió que la directora y los consejeros universitarios de la facultad presentaran su renuncia ya que dicha petición se encuentra en los puntos no negociables de su pliego petitorio para continuar el diálogo. Tras varias horas sin grandes avances, y ante la negativa de la directora a renunciar, al lugar llegó Isidro Rogel a entablar un diálogo donde se comprometió a analizar los puntos no negociables del pliego petitorio.

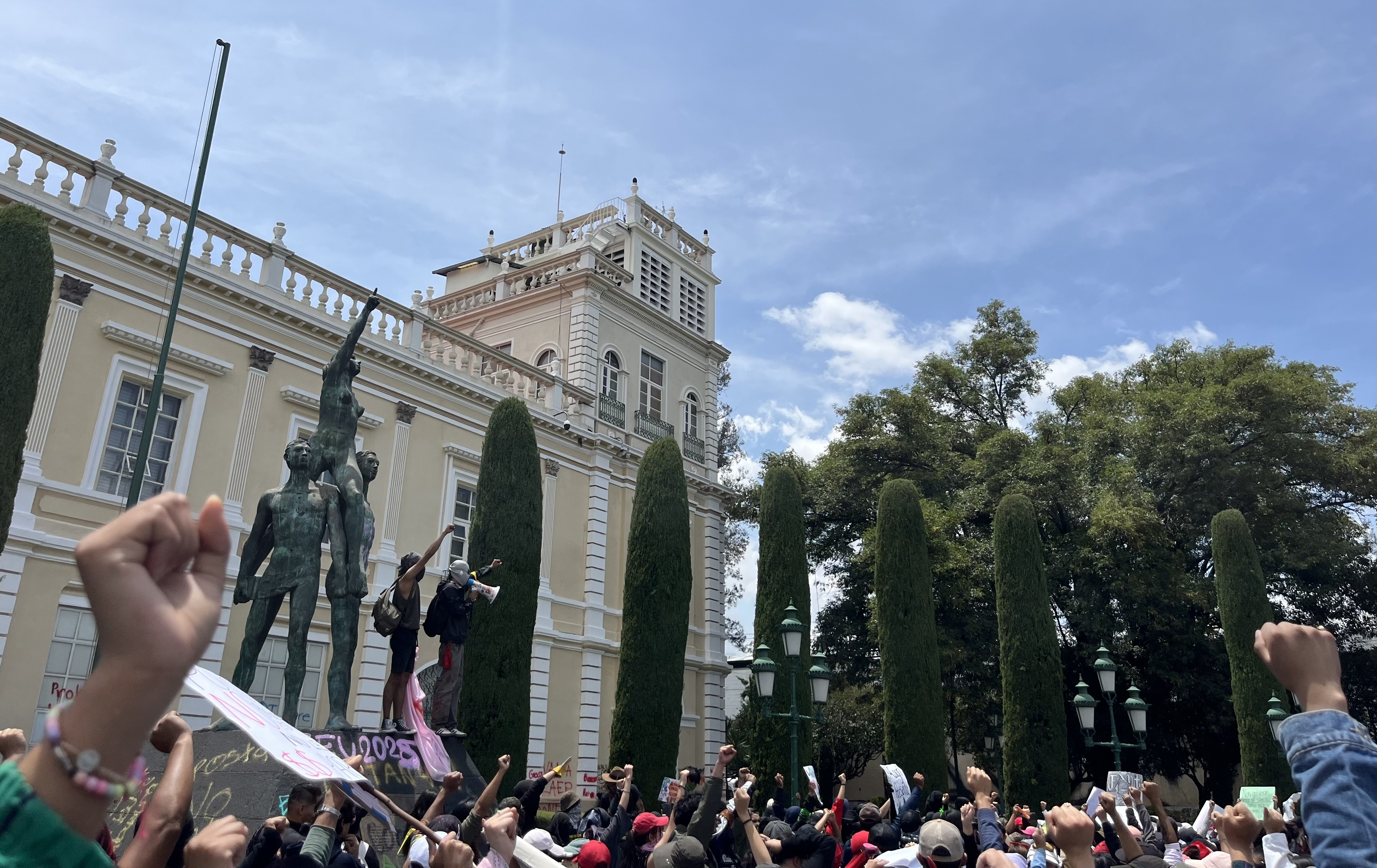
Marcha de alumnos de la UAEMéx frente a la Casa del Estudiante, 30 de mayo de 2025

El 28 de mayo el H. Consejo Universitario sesionó a puerta cerrada para la toma de protesta reglamentaria de Isidro Rogel Fajardo como encargado de despacho de la Rectoría, el cual a su vez presentó cambios en la Comisión Especial Electoral, la Comisión Especial para el Diálogo y en la Comisión de Legislación Universitaria, y presentó a su gabinete que lo acompañará mientras sea encargado de despacho. Al día siguiente las candidatas a la rectoría Laura Benhumea, María José Bernáldez, Dolores Durán y Maricruz Moreno se pronunciaron a favor del movimiento estudiantil pero pidieron que no se cancelara o se desconociera el proceso electoral ya que lo consideran una vulneración a sus derechos por ellas haber cumplido las bases y requisitos necesarios sin irregularidades.

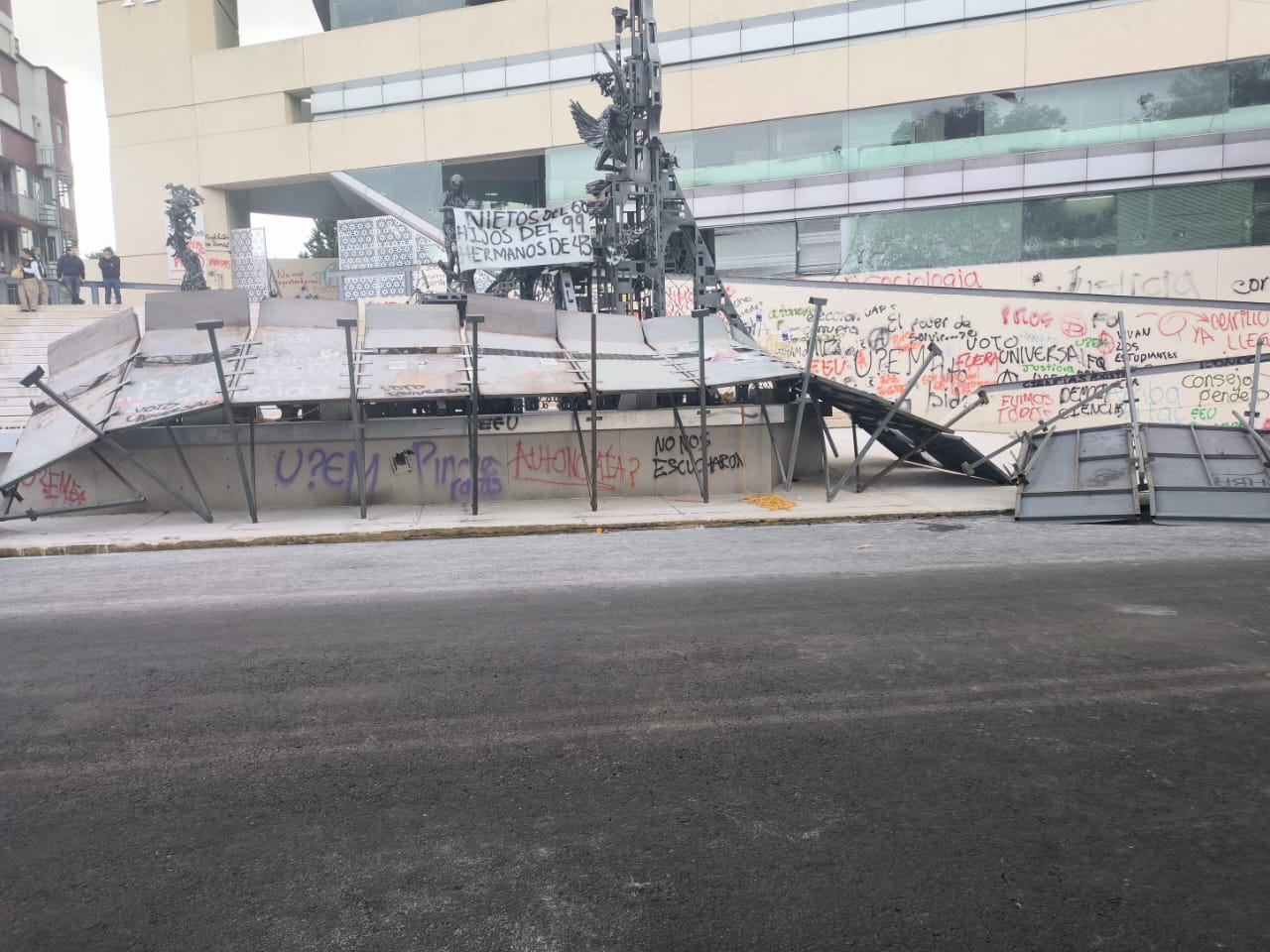
Derribo de las vallas metálicas del Edificio Administrativo, 30 de mayo de 2025

El 30 de mayo se realizó una marcha convocada previamente por el Enjambre Estudiantil Unificado en respuesta al lento análisis a los pliegos petitorios de las diferentes asambleas. La marcha comenzó en la Facultad de Medicina y recorrió otros espacios como Facultad de Planeación Urbana y Regional, la Escuela Preparatoria Plantel "Adolfo López Mateos" y el Teatro Universitario “Los Jaguares” para posteriormente dirigirse al centro de Toluca de Lerdo pasando por la Alameda Central y los Portales de Toluca. Los más de 800 manifestantes realizaron una breve parada en la Casa del Estudiante y finalmente se dirigieron al Edificio Administrativo de la universidad, donde un grupo de estudiantes derribó las vallas metálicas que rodeaban al edificio, realizaron iconoclasia y rompieron ventanas del mismo. En respuesta, la seguridad universitaria roció a los manifestantes con polvos químicos de extintores, lo cual provocó que los manifestantes intervinieran el interior del edificio. Después de varios minutos los universitarios se retiraron sin tomar el edificio. Tras la marcha se anunció que el H. Consejo Universitario se instaló en sesión ordinaria permanente para analizar reformas al estatuto universitario.
El 31 de mayo el Enjambre Estudiantil Unificado se pronunció exigiendo que no se criminalice ni se deslegitime al movimiento estudiantil ya que el movimiento es para la construcción de una universidad más justa, democrática y digna, además declararon que «si la universidad levanta muros para no oírnos, los vamos a derribar». El mismo día la asamblea estudiantil de la Facultad de Geografía declaró que les es inaceptable que el encargado de despacho de la rectoría ratificara en su cargo al Secretario de Extensión y Vinculación, ya que lo señalan como un amedrentador del movimiento estudiantil.
En una reunión con los alumnos en paro de la Escuela de Artes Escénicas el 2 de junio, Isidro Rogel reconoció que en su gestión de tres meses como encargado de despacho de la rectoría no le daría tiempo de recorrer todos los espacios académicos de la universidad y tampoco le daría tiempo de atender todos los pliegos petitorios de los alumnos, pero reveló que dos espacios académicos levantarían paro de labores ese día. Más tarde ese día se realizaron votaciones en la Facultad de Medicina señalando la lenta respuesta de las autoridades a su pliego petitorio, arrojando como positivo regresar a un paro de labores indefinido pero de manera parcial, ya que la carrera de Médico Cirujano decidió no participar ni reconocer las votaciones, por lo que solo esa carrera permanecería con actividades académicas.
El 3 de junio un grupo de docentes y administrativos de la Facultad de Química se pronunciaron solicitando la renuncia de la directora de la facultad, a quien acusaron de ser impuesta por el ex rector Carlos Barrera, y del subdirector administrativo, a quien acusaron de mantener las instalaciones de la facultad en malas condiciones. Más tarde ese día, la Unidad Académica Profesional Huehuetoca reanudó actividades académicas.
Al día siguiente, el H. Consejo Universitario anunció avances en los cambios y modificaciones al Estatuto Universitario, descuentos en las cuotas de inscripción para el siguiente semestre y que se hará una consulta a toda la comunidad estudiantil para establecer el Voto Universal en la elección de la Rectoría. Más tarde el mismo 4 de junio Isidro Rogel se reunió con los alumnos en paro de la Unidad Académica Profesional Chimalhuacán, quienes le expresaron al encargado de despacho de la Rectoría que las instalaciones del campus se encuentran en condiciones indignas y no se cuenta con la infraestructura suficiente para su comunidad estudiantil, e Isidro Rogel se comprometió a analizar su pliego petitorio y atender sus exigencias.
Un grupo de alumnos, docentes y administrativos de la Facultad de Medicina se pronunciaron el 5 de junio en contra del paro de labores en la facultad y convocaron a una marcha "antiparo" ya que consideraron que el paro de labores vulnera el derecho a la educación de la comunidad. En respuesta la asamblea estudiantil de la facultad se pronunció subrayando que el paro de labores ha sido parcial dando acceso a la facultad cuando ha sido necesario, denunciaron que la respuesta de las autoridades había sido lenta y a su vez denunciaron actos de intimidación y violencia hacia los alumnos en paro de labores. El mismo día se anunció que el H. Consejo Universitario aprobó la creación de la Unidad Especializada en Asuntos de Género dependiente de la Dirección de Responsabilidad Universitaria con el propósito de dar atención a las denuncias de violencia de género dentro de la universidad.
El 6 de junio se realizó una marcha "antiparo" en las afueras de la Facultad de Medicina donde un grupo de alumnos en contra del paro de labores encabezados por el director de la facultad se manifestaron demandando regresar a clases y aseguraron que las autoridades de la facultad no pueden resolver todos los puntos del pliego petitorio de la asamblea estudiantil de la facultad. Más tarde ese día se anunció que la Facultad de Ciencias Agrícolas y los programas de posgrado de estudios avanzados de la Facultad de Ingeniería retomarían actividades académicas el 9 de junio, en la Facultad de Ingeniería solo sería en línea.
Los alumnos en paro de labores de la Facultad de Lenguas bloquearon durante varias horas algunas calles del centro de Toluca el 7 de junio, exigiendo diálogo con las autoridades universitarias y la renuncia de la directora de la facultad a quien acusan de realizar votaciones a espaldas de la asamblea estudiantil. Al día siguiente, la Facultad de Derecho anunció mediante un comunicado que se retomarían las actividades académicas en línea el día 9 de junio.
El 9 de junio la Facultad de Ciencias Agrícolas levantó el paro de labores y regresó a actividades presenciales, mientras que los posgrados de la Facultad de Ingeniería y la Facultad de Derecho retomaban actividades académicas en línea. El mismo día la Vocería de la UAEMéx anunció un descuento del 10% de la colegiatura a los alumnos de la universidad para el semestre 2025 B. Más tarde, alumnos en paro de labores de la Facultad de Arquitectura y Diseño bloquearon la Avenida Paseo Tollocan denunciando que el director de la facultad no considera a la asamblea estudiantil de la facultad en la toma de decisiones para el regreso a clases.
El 10 de junio se realizó una marcha por calles de los municipios de Toluca y Metepec en conmemoración de la Matanza del Jueves de Corpus y exigiendo el reconocimiento del Enjambre Estudiantil Unificado por parte del H. Consejo Universitario. La marcha comenzó de la Casa del Estudiante, se dirigió a la Preparatoria Número 5 Plantel "Dr. Ángel María Garibay Kintana" y culminó en la estación de UniRadio donde los integrantes del Enjambre Estudiantil Unificado se pronunciaron mandando un mensaje por radio. De manera paralela, la candidata Eréndira Fierro Moreno presentó ante la Comisión Especial Electoral su renuncia formal al proceso electoral de renovación a la Rectoría. Mientras que, un grupo de profesores de la recién creada Asamblea de Académicas y Académicos de la Universidad Autónoma del Estado de México leyeron un pronunciamiento frente a la Casa del Estudiante e hicieron un llamado urgente al H. Consejo Universitario para que se atiendan las demandas del movimiento estudiantil.

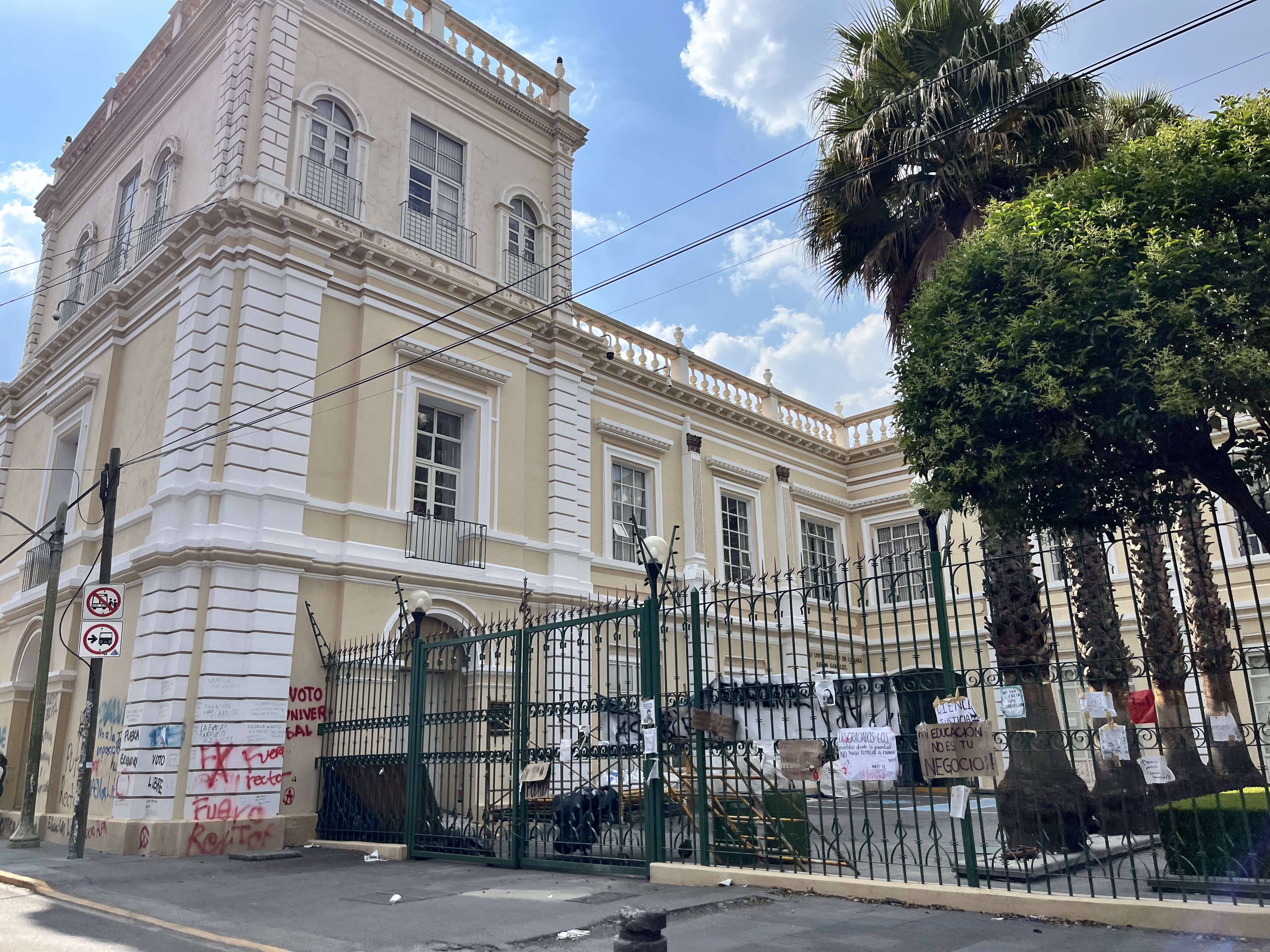
"Casa del Estudiante" de la Universidad Autónoma del Estado de México, mayo de 2025

El H. Consejo Universitario anunció el 11 de junio que se realizaría una consulta a la comunidad estudiantil, personal académico y administrativo sobre las modificaciones a los artículos del estatuto universitario relacionados al derecho de manifestación y al voto personal, directo y secreto para la elección del titular de la Rectoría. Más tarde se anunció que la Facultad de Arquitectura y Diseño retomaría actividades académicas presenciales el jueves 12 de junio.
El 12 de junio el H. Consejo Universitario aprobó un acuerdo para la inaplicación del artículo 43 del estatuto universitario, el cual señala faltas graves a la responsabilidad universitaria, a los alumnos participantes en el movimiento estudiantil evitando así la criminalización del movimiento. Al día siguiente, el Enjambre Estudiantil Unificado se pronunció señalando que la consulta sobre las propuestas de reforma al estatuto universitario recientemente lanzada por el H. Consejo Universitario se realizó sin la participación de los alumnos pertenecientes al movimiento estudiantil, exigieron participar en el proceso de reforma al estatuto universitario, denunciaron represalias y amenazas a los alumnos participes del movimiento estudiantil e hicieron un llamado a la entrega del pliego petitorio general del Enjambre Estudiantil al Consejo Universitario para el 16 de junio, así como a una mesa de trabajo con las comisiones para el Diálogo y de Legislación Universitaria para el 17 de junio. De manera paralela se anunció que las autoridades de la Facultad de Ciencias Políticas y Sociales acordaron una mesa de negociación con los alumnos en paro de labores para el 18 de junio.
Para el 16 de junio se anunció que al menos siete facultades de la UAEMéx ya habían reanudado actividades y evaluaciones presenciales o a distancia. Más tarde el Enjambre Estudiantil Unificado (EEU) entregó al H. Consejo Universitario en la Casa del Estudiante su declaración de conformación como órgano autónomo y una propuesta de reforma al Estatuto Universitario, mientras que la entrega de su pliego petitorio se pospuso ya que exigieron el reconocimiento del EEU como un interlocutor válido del movimiento. Los voceros del EEU evitaron dirigirse a Isidro Rogel Fajardo y le pidieron que no firmara los documentos ya que reiteraron que lo desconocen como Encargado de despacho de la Rectoría. Mientras que, los alumnos en paro de la Unidad Académica Profesional Acolman denunciaron abandono por parte de las autoridades universitarias y denunciaron el rezago estructural de su plantel.

#### Inicio de las mesas de trabajo
A casi 35 días del inicio de la gestión interina de Isidro Rogel, iniciaron las mesas de trabajo entre la administración central universitaria y los alumnos en paro el 17 de junio. Tras la primera mesa de trabajo en la Casa del estudiante que se extendió por aproximadamente 10 horas, el H. Consejo Universitario y el Enjambre Estudiantil Unificado llegaron a una serie de acuerdos entre los cuales están la ampliación del tiempo de la consulta a la reforma del estatuto universitario hasta el 25 de junio y la revisión de las propuestas del EEU sobre la reforma a los artículos del estatuto universitario relacionados con la elección de rector o rectora y los relacionados con las faltas a la responsabilidad universitaria que limitaban el derecho a manifestarse de los alumnos. El día siguiente se anunció que la Facultad de Humanidades reanudaría actividades en línea el día 19 de junio tras llegar a una serie de acuerdos entre la asamblea estudiantil y docentes de la facultad.
En una segunda mesa de trabajo entre el H. Consejo Universitario y el Enjambre Estudiantil Unificado realizada el 19 de junio, se analizaron reformas a los artículos del estatuto universitario relacionados con la elección de rector o rectora y con las obligaciones de los consejeros universitarios. Al concluir la reunión se acordó que tras la finalización de la consulta a la comunidad estudiantil sobre las reformas al estatuto universitario se realizaría otra mesa de trabajo entre el EEU y el Consejo Universitario con los datos obtenidos en la consulta. Más tarde se confirmó que el H. Consejo Universitario votó a favor de ampliar el tiempo de consulta sobre la reforma a los artículos 43 y 104 Bis del estatuto universitario, relacionados a las faltas graves a la responsabilidad universitaria y al voto de cada sector de la comunidad universitaria para determinar al nuevo rector o rectora respectivamente.
El 20 de junio se anunció que el presidente de la Comisión de Educación, Ciencia y Tecnología del Congreso del Estado de México ya analizaba varias iniciativas de reforma al proceso de elección de las autoridades de la UAEMéx en un esfuerzo por democratizar a la universidad. Al día siguiente, alumnos de las facultades de Humanidades y Artes denunciaron que autoridades de sus espacios académicos intentaban imponer sus decisiones sobre los acuerdos alcanzados entre alumnos y docentes respecto a las evaluaciones para culminar el semestre. El 23 de junio, la asamblea estudiantil de la Facultad de Ciencias realizó la entrega de las instalaciones a las autoridades universitarias, esto tras la firma de un convenio en el cual el encargado del despacho de la Rectoría, el encargado de la Secretaría de Docencia y el director de la facultad se comprometieron a mantener un canal de diálogo permanente y a no tomar represalias de ningún tipo contra los alumnos que participaron en el movimiento estudiantil.
La Asamblea de Académicas y Académicos de la UAEMéx se pronunció el 24 de junio con una nueva propuesta sobre la reforma al artículo 104 Bis del estatuto universitario sobre la ponderación del voto de cada sector en la elección del titular de la Rectoría, dando 3 votos al alumnado, 2 votos a los docentes y 1 voto al personal administrativo. A su vez, Alberto Saladino García instó a que el proceso electoral de renovación de la Rectoría no se retome e inicie uno nuevo ya que las reformas al estatuto universitario contrapondrían a la Ley de la universidad.
La tercera mesa de trabajo tuvo lugar el 26 de junio en la Casa del Estudiante, reunión a la cual los miembros de las comisiones del Diálogo y de Legislación Universitaria del Consejo Universitario se presentaron sin los datos de la consulta, en respuesta el EEU señaló que se estaban incumpliendo los acuerdos firmados previamente y apuntaron que para continuar con la mesa de trabajo se debían entregar los datos de la consulta. Isidro Rogel aceptó que los datos fueran entregados y abandonó las instalaciones junto a una numerosa comitiva justificándose en ir por los datos prometiendo regresar lo antes posible, dejando a un reducido número de miembros del Consejo Universitario en Casa del Estudiante.
Al no definir si una comitiva de alumnos del EEU podía acompañar al encargado de despacho de Rectoría por los datos de la consulta, y ante lo que se interpretó como una huida, algunos miembros del EEU interrumpieron la retirada de Isidro Rogel, durante la cual el encargado de despacho de la Secretaría de Rectoría forcejeó con una alumna y los ánimos se encendieron. Los alumnos anunciaron que bloquearían las calles aledañas a la Casa del Estudiante hasta que se hiciera entrega de los datos de la consulta tras lo cual la comitiva de Isidro Rogel se retiró del lugar. Después de 1 hora y 30 minutos se hizo la entrega de los datos de la consulta al EEU, se programó una nueva mesa de trabajo para el 29 de junio y se anunció que el encargado de despacho de la Secretaría de Rectoría ya no podría ingresar a las mesas de trabajo.
El 28 de junio se anunció que el H. Consejo Universitario pidió al EEU posponer la mesa de trabajo programada para el día siguiente argumentando que no habían concluido con el análisis de los resultados y la realización del informe de la consulta. El enjambre aceptó aplazar la mesa de trabajo hasta el 1 de julio. El 30 de junio el Enjambre Estudiantil Unificado exigió una disculpa pública del encargado de despacho de la Secretaría de Rectoría por el incidente sucedido entre él y una estudiante perteneciente al enjambre durante la mesa de trabajo del 26 de junio. La universidad solo se limitó a responder con un comunicado reiterando su disposición a generar acuerdos.
La cuarta mesa de trabajo entre la Comisión de Diálogo y el Enjambre Estudiantil Unificado tuvo lugar el 1 de julio en la Casa del Estudiante y contó con la presencia de observadores de la Comisión de Derechos Humanos del Estado de México. Durante la mesa de trabajo se reveló que en la consulta para la reforma al estatuto universitario se registraron más de 7 mil participaciones, hubo un empate técnico respecto a la reforma o derogación del artículo 43 y ganaron por amplia mayoría las reformas al artículo 111, sobre las responsabilidades de los consejeros universitarios, y al artículo 104, sobre la ponderación de los votos en la elección del titular de la Rectoría. La Comisión del Diálogo se comprometió a presentar los resultados y las propuestas del EEU al pleno del H. Consejo Universitario para su análisis y posible aprobación.
El 4 de julio en sesión extraordinaria del H. Consejo Universitario se aprobó por mayoría de votos el proyecto de reforma al estatuto universitario mediante el cual se deroga el artículo 43, sobre las responsabilidades universitarias, y se aprobaron las reformas a los artículos del 100 al 105, referentes a la elección del titular de la rectoría y la ponderación de los votos, y la reforma al artículo 111, sobre las responsabilidades de los consejeros universitarios. El mismo día se anunció que la Facultad de Medicina se mantendría en paro indefinido de labores tras la vulneración al proceso de diálogo por parte del director de la facultad, mientras que directivos del Centro Universitario Tenancingo aprobaron respaldar las peticiones de los estudiantes.
Para el 5 de julio se anunció que la asamblea estudiantil de la Facultad de Ciencias Políticas y Sociales (FCPyS) convocó al encargado del despacho de la dirección de la facultad y las cinco candidatas a la rectoría para firmar una carta compromiso de cumplimiento del pliego petitorio, reunión a realizarse el día 9 de julio. Las 5 candidatas respondieron aceptando la invitación. Al día siguiente, la asamblea estudiantil de la Facultad de Planeación Urbana y Regional (FAPUR) denunció que las autoridades y los docentes de la facultad estaban incumpliendo los acuerdos alcanzados previamente para la finalización del semestre.
El 7 de julio miembros del EEU y de la asamblea estudiantil de la Facultad de Medicina realizaron un bloqueo sobre las Avenidas Paseo Colón y Paseo Tollocan en protesta por la ausencia de las autoridades de la facultad a una reunión convocada por el mismo director de la facultad pero que nunca se presentó al espacio académico. El 8 de julio se anunció que 70 miembros del H. Consejo Universitario aprobaron la reanudación del proceso electoral para la renovación de la rectoría, ignorando las exigencias del Enjambre Estudiantil Unificado y de otras asambleas de reiniciar el proceso. La nueva fecha de la elección se fijó para el 15 de julio y la nueva rectora asumiría el cargo el 17 de julio.
El 9 de julio se anunció que la asamblea estudiantil de la Facultad de Economía entregaría las instalaciones de la facultad al día siguiente, tomando la decisión en base a que las condiciones actuales no garantizaban la seguridad de los miembros de la asamblea que permanecían resguardando las instalaciones. Anunciaron que mantendrían sus exigencias y continuarían convocando a mesas de trabajo con los directivos de la facultad.
La administración central universitaria habilitó el 10 de julio un sitio web para conocer las propuestas y el plan de trabajo de las aspirantes y así ayudar a los estudiantes a decidir su voto. El 11 de julio se anunció que los directivos de los diferentes espacios académicos de la universidad sesionaron a puerta cerrada para analizar los detalles y lineamientos de la elección de la nueva rectora. Tras la reunión, Isidro Rogel anunció que se implementarían las modalidades de voto físico y electrónico según las condiciones de cada espacio académico y que la elección contaba con el aval del Enjambre Estudiantil Unificado. Sin embargo, la Asamblea Estudiantil de la Facultad de Artes se posicionó en contra de la reanudación del proceso para la elección de la nueva rectora mediante un comunicado, insistiendo en que era una de sus exigencias no negociables.
El 12 de julio se anunció que la asamblea estudiantil de la Facultad de Ciencias de la Conducta levantó el paro de labores tras votaciones internas, mientras que la asamblea estudiantil de la Facultad de Economía realizó la entrega formal de sus instalaciones. Sin embargo, el EEU expresó su inconformidad con la entrega de las instalaciones de la Facultad de Economía ya que crea un ambiente de inseguridad en las demás facultades de Ciudad Universitaria en paro de labores. El mismo día la doctora Dolores Durán García anunció que se sumaba al proyecto de la candidata doctora Maricruz Moreno Zagal y expresó su respaldo público. De manera paralela se anunció que el Enjambre Estudiantil Unificado no se oponía a la realización de la elección pero solicitó una mesa de diálogo entre las candidatas y miembros de la comunidad estudiantil para que escucharan las demandas de los estudiantes.
El 13 de julio, en un comunicado en conjunto, las candidatas se reusaron a reunirse con los estudiantes para respetar las bases de la elección emitidas por la Comisión Especial Electoral del H. Consejo Universitario e indicaron que quien resultara electa sería quien entablaría el diálogo con los estudiantes. Al día siguiente, el EEU solicitó que la elección se aplazara hasta el 6 de agosto para que las candidatas sostuvieran un encuentro con los estudiantes. Horas más tarde, Isidro Rogel rechazó posponer la elección y en respuesta miembros del EEU intervinieron el Edificio Uaemitas, evacuando a los trabajadores y tomándolo por unas horas.

#### Elección de la titular de la rectoría
La jornada electoral para elegir a la nueva rectora se realizó el 15 de julio, durante la cual diversos estudiantes y asambleas estudiantiles se manifestaron acusando al proceso de simulación y carente de legitimidad. Se denunció que el proceso se planeó de manera apresurada y se acusó de disparidad entre espacios académicos, donde sectores estudiantiles votaban de manera electrónica pero sus sectores docentes y administrativos votaban de manera presencial, y otros donde todos sus sectores votaban de manera electrónica o presencial. También se denunciaron fallos en el sistema de votación electrónica.
Al final de la jornada, se anunció que la doctora Martha Patricia Zarza Delgado resultó electa como la primera mujer rectora en la historia de la Universidad Autónoma del Estado de México obteniendo 118 votos ponderados de los 213 posibles. La jornada electoral tuvo la participación del 88% del personal administrativo, 54% del personal docente y 20% del alumnado. El EEU reiteró que desconocían el proceso.
El 16 de julio, la Comisión Especial Electoral declaró que no recibió impugnaciones de las candidatas por lo que se se aprobó la elección de Patricia Zarza como la nueva rectora de la universidad. Mientras que, Laura Benhumea González y María José Bernáldez Aguilar se pronunciaron, mediante comunicados individuales, en los que reconocieron la victoria de Patricia Zarza y coincidieron que se deberá realizar una etapa de diálogo y reconciliación para la universidad.

### Tercera etapa
El 17 de julio, Isidro Rogel Fajardo rindió su informe como encargado del despacho de la Rectoría. Destacó que durante su gestión interina se realizaron cuatro sesiones ordinarias y tres extraordinarias del H. Consejo Universitario, se realizaron cuatro mesas de trabajo con el Enjambre Estudiantil Unificado, se realizaron reformas al estatuto universitario y se aprobó un 20% de descuento en la cuota de inscripción para el semestre 2025B. Horas más tarde, en sesión extraordinaria del H. Consejo Universitario, Martha Patricia Zarza Delgado rindió protesta como rectora de la Universidad Autónoma del Estado de México para el periodo 2025-2029. Durante su discurso inaugural se dijo abierta al diálogo con los estudiantes, que su agenda estaría abierta para escuchar las demandas de la comunidad estudiantil y que implementaría medidas de austeridad reduciendo los salarios del gabnete rectoral.
Durante la toma de protesta de Patricia Zarza en el Edificio Administrativo, custodiado por policías, miembros del EEU se manifestaron expresando su inconformidad con el proceso, acusaron a la rectora de ser impuesta por un grupo de poder que controla la universidad y cuestionaron presuntos vínculos familiares con el gobierno estatal. Mientras que, la Asamblea de Académicas y Académicos de la Universidad Autónoma del Estado de México consideró «ilegal e ilegítima» la designación de Patricia Zarza como rectora, acusando que el proceso tuvo irregularidades desde su diseño y demandaron una auditoria de todo el proceso.
El 19 de julio alumnas de la licenciatura en derecho del Centro Universitario Texcoco denunciaron que sus números telefónicos fueron filtrados tras oponerse al paro de labores, mientras que la asamblea estudiantil del espacio académico denunció actos de intimidación por personas en contra del paro de labores. El mismo día se anunció que la asamblea estudiantil de la Facultad de Arquitectura y Diseño, denominada "Cocolitos FAD", no permitiría el inicio del semestre 2025B de manera presencial o en línea ya que las autoridades de la facultad aún no cumplían con las exigencias del movimiento estudiantil y que esto era un acuerdo al que llegaron con el director de la facultad.
El 21 de julio la Asamblea Estudiantil de la Unidad Académica Profesional Chimalhuacán entregó las instalaciones a las autoridades del plantel y a su vez entregó su pliego petitorio a la rectora Patricia Zarza. Durante la reunión los estudiantes insistieron en centrarse en acciones como la mejora de becas, mejor atención psicológica, mayor seguridad, infraestructura, digitalización de trámites, y garantizar el respeto a la diversidad sexual y los derechos humanos. También acordaron que se realizaría un mural en conmemoración del movimiento estudiantil. Los estudiantes advirtieron que permanecerían organizados a la expectativa del cumplimiento de los acuerdos alcanzados.
Las asambleas estudiantiles de los centros universitarios Texcoco, Teotihuacán y Tenancingo, y de las unidades académicas profesionales Chimalhuacán, Acolman y Tianguistenco realizaron una mesa de trabajo con la Administración Central Universitaria en las instalaciones del CU Texcoco el 22 de julio. En la reunión las asambleas estudiantiles de los planteles Texcoco, Acolman y Tianguistenco decidieron levantar sus paro de labores. El 23 de julio la rectora Patricia Zarza reafirmó mediante un comunicado su compromiso de trabajar en territorio con todos los espacios académicos de la universidad y a no criminalizar ni estigmatizar a los estudiantes que participan en el movimiento estudiantil.
El 25 de julio se anunció que la rectora Patricia Zarza canceló una reunión acordada previamente con la asamblea estudiantil de la Facultad de Medicina, señalando que recibió un correo electrónico de una supuesta alumna denunciando que no habrían condiciones de respeto en la reunión. En respuesta la asamblea estudiantil pidió que no se tomen decisiones en base a documentos fuera de contexto, sino en base a comunicados oficiales de la asamblea y solicitó que se volviera a programar la reunión para el 30 de julio. El mismo día el EEU publicó un comunicado cuestionando la legitimidad del proceso electoral en el cual resultó electa la rectora Patricia Zarza por el uso de herramientas digitales para la votación señalando que carecen de transparencia, además señalaron que la baja participación estudiantil en la jornada de votación fue por la precipitada jornada de votación que fue organizada en una semana para realizarse durante el periodo vacacional.
La asamblea estudiantil de la Facultad de Medicina anunció el 26 de julio que para atender las necesidades especificas de su espacio académico trabajarían de manera independiente al EEU, señalando que la decisión no se tomó por desacuerdos o conflictos entre ambas partes. El mismo día, el EEU propuso una mesa de trabajo con la rectora para el 28 de julio. Sin embargo, al día siguiente la rectora anunció que por temas de agenda no podría reunirse con el enjambre y propuso a un miembro de su equipo como su enlace con el EEU para acordar los detalles de la reunión.
El 28 de julio la rectora sostuvo reuniones con las asambleas estudiantiles de las facultades de Medicina y Turismo y Gastronomía. En la Facultad de Medicina tuvo una mesa de trabajo con la asamblea estudiantil de la facultad, en la cual se realizaron múltiples acuerdos entre los cuales están la mejora de sus instalaciones y la compra de insumos. En la Facultad de Turismo y Gastronomía firmó el pliego petitorio de la asamblea estudiantil y reafirmó su compromiso de diálogo y escucha activa. Durante la mesa de trabajo en la facultad de Medicina, el EEU propuso retrasar dos semanas el inicio del semestre 2025B con la finalidad de tener una mesa de trabajo con la rectora y autoridades universitarias para definir el fin del paro de labores en las facultades y otros espacios académicos aún tomados por estudiantes, también se definió una primera mesa de diálogo con la rectora para el 31 de julio.
El 29 de julio, la rectora se reunió y recibió un nuevo pliego petitorio de la asamblea estudiantil de la Escuela de Artes Escénicas, en el cual se exige tener representación en el H. Consejo Universitario, destitución de autoridades del plantel y atención a deficiencias estructurales.
Más tarde, aproximadamente a las 21:00 horas, se denunció la irrupción de un grupo de personas en la Casa del Estudiante, los cuales rompieron los candados de las puertas del edificio y desalojaron a los miembros del EEU que lo resguardaban. Los miembros del EEU desalojados solicitaron ayuda a las asambleas estudiantiles en Ciudad Universitaria, los cuales llegaron tras algunos minutos y lograron reingresar a Casa del Estudiante. Ya al interior del edificio, el EEU confrontó a los invasores los cuales se identificaron como estudiantes de la Colmena Revolucionaria, organización de los espacios académicos de la UAEMéx al oriente del Estado de México y miembro del EEU, pero al menos 4 personas no pudieron acreditar ser alumnos de la universidad y uno de ellos presentó una credencial datada de 2010.
Mientras aún existía la confrontación en Casa del Estudiante, la rectora Patricia Zarza publicó un video en sus redes sociales en el que se deslindó de los hechos. Las asambleas estudiantiles pertenecientes a la Colmena Revolucionaria se deslindaron y desconocieron las acciones tomadas por los invasores, los cuales tras identificarse como estudiantes comenzaron a desalojar el edificio, pero quienes no se identificaron como estudiantes fueron retenidos por el EEU dentro del inmueble a la espera de una patrulla de la policía que los llevara al ministerio público ya que se identificó que forzaron la entrada a varias oficinas y sustrajeron varios objetos y documentos. Los miembros del EEU denunciaron que quieres irrumpieron en la Casa del Estudiante tenían lazos con la rectora Patricia Zarza ya que en días anteriores habían participado en la mesa de trabajo en la que se entregaron las instalaciones de la Unidad Académica Profesional Chimalhuacán (UAP Chimalhuacán). Fue hasta las 01:15 horas del 30 de julio que finalmente llegó una patrulla de la policía de Toluca para llevarse a los invasores que no pudieron identificarse como alumnos de la UAEMéx.
Más tarde, el 30 de julio en entrevista con UniRadio la rectora Patricia Zarza reprobó la irrupción en Casa del Estudiante y negó haber intervenido. La asamblea estudiantil de la Facultad de Medicina se pronunció rechazando que la irrupción en la Casa del Estudiante haya sido un enfrentamiento entre estudiantes y denunciaron que se trató de una acción premeditada. El mismo día se denunció que quienes irrumpieron en Casa del Estudiante tienen vínculos con un excoordinador de la UAP Chimalhuacán y que los detenidos no fueron presentados ante el Ministerio Público. Al día siguiente el Presidente Municipal de Toluca Ricardo Moreno indicó que los detenidos solo fueron presentados a un juzgado cívico por alteración del orden público ya que «no nos constaba que la atuvieran al interior del inmueble, para nosotros se trató de un incidente en la vía pública»
El 31 de julio se realizó la primera mesa de trabajo entre el Enjambre Estudiantil Unificado y la rectora Patricia Zarza en el Teatro Universitario "Los Jaugares". Durante la reunión el EEU le reclamó a la rectora el posponer la reunión en dos ocasiones y el haberse deslindado inmediatamente de la irrupción en Casa del Estudiante, cuestionaron su legitimidad y denunciaron que hay espacios académicos donde no existen condiciones para el regreso a clases por carencias estructurales y por la presencia de docentes y administrativos acusados de acoso que fueron despedidos y vueltos a contratar. Durante la reunión se abordaron diferentes puntos entre los que se encuentran el inicio del semestre, que se asegure que no existan represalias contra los estudiantes en paro y la destitución de administrativos y docentes que actuaron en contra de los alumnos participantes en el movimiento estudiantil. Hacia el final de la reunión se denunció la presencia de hombres armados con armas blancas en las inmediaciones de la Casa del Estudiante sin que el incidente pasara a mayores.
El 1 de agosto la Asamblea Universitaria de la UAEMéx denunció que la irrupción en Casa del Estudiante fue orquestada por profesores, personal administrativo y alumnos de la UAP Chimalhuacán encabezados por un ex director del plantel, a quien acusaron de usar el movimiento estudiantil para su beneficio intentando tomar el inmueble para así coaccionar a la rectora Patricia Zarza y obtener un puesto de poder en la universidad. El mismo día se realizó la entrega de un elevador en la Facultad de Medicina avanzando en las mejoras estructurales pactadas por la asamblea estudiantil de la facultad y las autoridades de la misma.

## Demandas
- Suspensión del proceso electoral para la renovación de la rectoría.
- Voto universal de toda la comunidad universitaria para la elección de renovación de la rectoría.
- Renuncia del Rector Carlos Eduardo Barrera Díaz.
- La no imposición de candidatos "oficialistas" en la renovación de la rectoría.
- Auditoría a las finanzas de la Universidad, al Rector Carlos Eduardo Barrera Díaz y a los directivos de los espacios académicos de la Universidad.
- Mayor seguridad a la comunidad universitaria, mejor atención psicológica y mejora de instalaciones.
- Mejores protocolos para la atención de denuncias de violencia de género y la erradicación de este tipo de violencia en la Universidad.
- Gratuidad en la educación universitaria.
- Creación de comedores comunitarios gratuitos para la comunidad universitaria.

## Cronología
- 6 de marzo: Se registran 9 aspirantes a ser candidatos en el proceso electoral de renovación a la rectoría y solo se aprueban los perfiles de cinco candidatas.
- 10 de marzo: Las cinco candidatas aprobadas inician campañas electorales.
- 13 de marzo: Laura Benhumea consigue una suspensión de un juez federal que ordena a la Comisión Especial Electoral otorgarle su constancia como candidata.
- 18 de marzo: Cuatro candidatas a la rectoría acusan a Eréndira Fierro de ser la candidata oficialista respaldada por el rector Carlos Barrera.
- 26 de marzo: La Comisión Especial Electoral entrega a Laura Benhumea su constancia como candidata en el proceso de renovación a la rectoría.
- 9 de abril: Incidente de supuesta intimidación a un alumno en la Preparatoria Número 2 Plantel "Nezahualcóyotl" durante la visita de Eréndira Fierro.
- 23 de abril: Circula en redes sociales un supuesto audio del rector Carlos Barrera, la Asamblea Universitaria reacciona exigiendo la anulación del proceso para la elección de una nueva rectora.
- 29 de abril: La Facultad de Humanidades aprueba entrar en paro de labores tras una serie de votaciones.
- 30 de abril: La Facultad de Artes aprueba entrar en paro de labores tras votaciones.
- 6 de mayo: Marcha por calles de Toluca y Toma de Rectoría.
- 7 de mayo: Las facultades de Ciencias Políticas y Sociales, Arquitectura y Diseño y Derecho aprueban entrar en paro de labores tras votaciones. Los estudiantes renombran el Edificio Central de Rectoría como "Casa del Estudiante".
- 8 de mayo: El Centro Universitario Valle de México y las facultades de Gastronomía y Turismo, Planeación Urbana y Regional, Ciencias de la Conducta, Ingeniería y Lenguas aprueban entrar en paro de labores tras votaciones. La Facultad de Antropología anunciaba un paro simbólico de labores.
- 9 de mayo: Las facultades de Enfermería y Obstetricia, Geografía, Economía, Ciencias, Química, Odontología y Contaduría y Administración aprueban entrar en paro de labores tras votaciones. Incidente de intimidación a universitarios en el campus "Los Uribe". Redalyc denuncia abandono institucional.
- 10 de mayo: Eréndira Fierro renuncia a su candidatura.
- 11 de mayo: La Facultad de Antropología se suma al paro de labores.
- 12 de mayo: Se anuncia que el proceso electoral se aplazaría. El Instituto de Ciencias Agropecuarias y Rurales, las Unidades Académicas Profesionales Acolman y Chimalhuacán, los centros universitarios de Temascaltepec y Tenancingo, y las facultades de Medicina, Ciencias Agrícolas y Medicina Veterinaria y Zootecnia aprueban entrar en paro de labores tras votaciones. Toma del campus "Los Uribe" de la facultad de Contaduría y Administración.
- 13 de mayo: Renuncia del Rector Carlos Eduardo Barrera Díaz, se designa a Isidro Rogel Fajardo como encargado de despacho de la rectoría. La Escuela de Artes Escénicas y las Unidades Académicas Profesionales Tianguistenco, Huehuetoca y Cuautitlán Izcalli aprueban entrar en paro de labores tras votaciones.
- 14 de mayo: Isidro Rogel Fajardo promete no criminalizar a los alumnos del movimiento estudiantil. Los Centros Universitarios Texcoco y Valle de Chalco aprueban entrar en paro de labores tras votaciones.
- 15 de mayo: Alumnos denuncian montaje de Isidro Rogel en el campus "El Cerrillo" y actos de intimidación en las facultades de Geografía y Planeación Urbana y Regional. El colectivo Enjambre Estudiantil Unificado no reconoce la figura del encargado de despacho de rectoría. Tres candidatas a la rectoría pidieron que se escuchara a los alumnos y se construyeran acuerdos.
- 16 de mayo: Las facultades de Medicina, Odontología y Enfermería y Obstetricia levantan paro de labores manteniendo sus exigencias. Alumnos de la Facultad de Química denuncian haber recibido amenazas y agravios de una mujer no identificada.
- 17 de mayo: Se eliminan los perfiles de Facebook y X del exrector Carlos Eduardo Barrera Díaz.
- 19 de mayo: El Instituto de Ciencias Agropecuarias y Rurales (ICAR) y los Centros Universitarios Valle de México y Tenancingo retoman actividades académicas. Isidro Rogel ofrece conferencia de prensa.
- 20 de mayo: La Facultad de Odontología y el Centro Universitario Tenancingo deciden retomar paro de labores indefinido.
- 21 de mayo: Asambleas estudiantiles de las facultades de Humanidades y Lenguas exigen destitución de sus directoras. Alumnos del Centro Universitario de Valle de Chalco denunciaron haber recibido amenazas. Asamblea del Enjambre Estudiantil Unificado en el campus "El Cerrillo" donde votan a favor de desconocer a los integrantes del H. Consejo Universitario, al encargado de despacho de la Rectoría y el proceso electoral para la renovación de la Rectoría.
- 24 de mayo: Alumnos de la Facultad de Ciencias Agrícolas denuncian que autoridades de la facultad no atienden su pliego petitorio y modifican el estatus de paro de labores a indefinido.
- 26 de mayo: La Facultad de Química reanuda actividades académicas en los campus Colón, El Cerrillo y El Rosedal, proyectando mejoría en la atención a las demandas estudiantiles de dicha comunidad. Isidro Rogel denuncia que el semestre corre riesgo si no se llega a acuerdos. La asamblea estudiantil de la Unidad Académica Profesional Chimalhuacán desconoce a Isidro Rogel como encargado de despacho de la Rectoría.
- 27 de mayo: La asamblea estudiantil de la Facultad de Humanidades recibe a la directora del plantel y exigen su renuncia, la directora confirma que no renunciará. Diálogo entre Isidro Rogel y la asamblea de la Facultad de Humanidades.
- 28 de mayo: Reunión extraordinaria del H. Consejo Universitario. Isidro Rogel toma protesta como encargado de despacho de la Rectoría, anuncia cambios en comisiones universitarias y presenta a su gabinete.
- 29 de mayo: Cuatro candidatas reconocen al movimiento estudiantil pero piden que el proceso electoral de renovación a la rectoría se reencauce y no se cancele.
- 30 de mayo: Marcha en Toluca de Lerdo que culmina en el Edificio Administrativo de la universidad. El H. Consejo Universitario anuncia que se instala en sesión ordinaria permanente.
- 31 de mayo: El Enjambre Estudiantil Unificado se pronunció exigiendo que no se criminalice ni se deslegitime al movimiento estudiantil. La asamblea estudiantil de la Facultad de Geografía señala al Secretario de Extensión y Vinculación como uno de los principales amedrentadores del movimiento estudiantil.
- 2 de junio: Isidro Rogel reconoce que no le dará tiempo de recorrer todos los espacios académicos de la universidad y no le dará tiempo de atender todos los pliegos petitorios. La Facultad de Medicina aprueba regresar a paro parcial indefinido de labores tras votaciones.
- 3 de junio: Docentes y administrativos de la Facultad de Química piden la renuncia de directivos de la facultad( Este hecho fue desmentido posteriormente por los mismos docentes, la asamblea estudiantil de la Facultad de Química movilizaron a la comunidad estudiantil, desde un principio no alineados con el enjambre, sino en apoyo a Laura Benhumea y Patricia Zarza, ahora rectora). La Unidad Académica Profesional Huehuetoca reanuda actividades académicas.
- 4 de junio: El H. Consejo Universitario anuncia avances en los cambios y modificaciones al Estatuto Universitario y otras medidas para atender el pliego petitorio general del movimiento estudiantil. Estudiantes en paro de la Unidad Académica Profesional Chimalhuacán se reúnen con Isidro Rogel y le expresan las carencias del espacio académico.
- 5 de junio: Alumnos en paro de labores de la Facultad de Medicina denuncian haber recibido actos de intimidación y violencia. El H. Consejo Universitario aprueba la creación de la Unidad Especializada en Asuntos de Género con el propósito de dar atención a las denuncias de violencia de género dentro de la universidad.
- 6 de junio. Se realiza marcha "antiparo" en las afueras de la Facultad de Medicina.
- 7 de junio: Alumnos de la Facultad de Lenguas bloquean calles del centro de Toluca de Lerdo exigiendo diálogo con las autoridades universitarias y la renuncia de la directora de la facultad.
- 9 de junio: La Facultad de Ciencias Agrícolas retoma clases presenciales, la Facultad de Derecho y los posgrados de la Facultad de Ingeniería retoman clases en línea. La Vocería de la UAEMéx anuncia un descuento del 10% de la colegiatura a los alumnos de la universidad para el semestre 2025 B. Alumnos de la Facultad de Arquitectura y Diseño bloquean Paseo Tollocan.
- 10 de junio: Se realiza una marcha en conmemoración de la Matanza del Jueves de Corpus. Se oficializa la renuncia de Eréndira Fierro a su candidatura. La Asamblea de Académicas y Académicos de la Universidad Autónoma del Estado de México se pronuncia frente a la Casa del Estudiante.
- 11 de junio: Se anuncia que se realizará una consulta a la comunidad estudiantil para la aplicación de las reformas al estatuto universitario. Las licenciaturas de la Facultad de Ingeniería reanudan actividades académicas en línea.
- 12 de junio: El H. Consejo Universitario aprueba un acuerdo para la inaplicación del artículo 43 del estatuto universitario a los alumnos participantes en el movimiento estudiantil. La Facultad de Arquitectura y Diseño retoma actividades académicas en línea.
- 13 de junio: El Enjambre Estudiantil Unificado se pronuncia en contra de una consulta lanzada por el H. Consejo Universitario para la reforma del estatuto universitario ya que para su elaboración no se tomó en cuenta al EEU. Autoridades de la Facultad de Ciencias Políticas y Sociales acuerdan iniciar mesas de diálogo con la asamblea estudiantil de la facultad.
- 16 de junio: El Enjambre Estudiantil Unificado entrega al Consejo Universitario su declaración de conformación como órgano autónomo y una propuesta de reforma al Estatuto Universitario, mantienen su desconocimiento a Isidro Rogel como encargado de despacho de la Rectoría. Las facultades de Contaduría y Administración (FCA) y Ciencias Políticas y Sociales (FCPyS) reanudan actividades académicas en línea. Alumnos de la Unidad Académica Profesional Acolman denuncian abandono institucional y rezago estructural del campus.
- 17 de junio: Primera mesa de trabajo entre el Enjambre Estudiantil Unificado y el H. Consejo Universitario en la Casa del Estudiante, acuerdan ampliar el lapso de la consulta de reforma al estatuto universitario y la revisión de las propuestas del EEU de reforma al estatuto universitario.
- 18 de junio: La Facultad de Economía reanuda actividades académicas en línea.
- 19 de junio: Segunda mesa de trabajo entre el Enjambre Estudiantil Unificado y el H. Consejo Universitario en la Casa del Estudiante, se analizan y estructuran reformas a varios artículos del estatuto universitario. Se confirma que el Consejo Universitario aprueba ampliar el plazo de consulta a la reforma de los artículos 43 y 104 Bis del estatuto universitario. La Facultad de Humanidades retoma actividades académicas en línea tras acuerdos sobre las evaluaciones entre la asamblea estudiantil y docentes de la facultad.
- 20 de junio: El presidente de la Comisión de Educación, Ciencia y Tecnología del Congreso del Estado de México anuncia que ya se analizan reformas a los procesos de elección de autoridades universitarias para democratizar la universidad.
- 21 de junio: Las asambleas estudiantiles de las facultades de Humanidades y Artes denuncian imposición de directivos sobre la manera de evaluación para finalizar el semestre.
- 23 de junio: Asamblea estudiantil de la Facultad de Ciencias entrega las instalaciones a los directivos del plantel y retoma actividades académicas presenciales.
- 24 de junio: La Asamblea de Académicas y Académicos de la UAEMéx propone una nueva manera de ponderar los votos en la elección del titular de la Rectoría.
- 26 de junio: Tercera mesa de trabajo entre el Enjambre Estudiantil Unificado y el H. Consejo Universitario en la Casa del Estudiante, los alumnos denuncian que el consejo incumple los acuerdos firmados en la mesa de trabajo anterior y exigen la entrega de los datos de la consulta a las reformas del estatuto universitario. Bloqueo de las calles aledañas a la Casa del Estudiante. Entrega de los datos de la consulta tras más de 1 hora. Conato de confrontación entre el encargado de despacho de la Secretaría de Rectoría, una alumna y otros miembros del EEU.
- 28 de junio: Se aplaza la cuarta mesa de trabajo para el 1 de julio.
- 30 de junio: El EEU exige una disculpa pública al encargado de despacho de la Secretaría de Rectoría por un incidente sucedido durante la tercera mesa de trabajo. La universidad responde reiterando su disposición a generar acuerdos.
- 1 de julio: Cuarta mesa de trabajo entre el Enjambre Estudiantil Unificado y el H. Consejo Universitario en la Casa del Estudiante, se revela que en la consulta de reforma al estatuto universitario ganaron las reformas a los artículos 104 y 111, mientras que hay un empate técnico sobre la reforma o derogación al artículo 43. La Comisión del Diálogo se compromete a llevar los resultados al pleno del Consejo Universitario.
- 4 de julio: El H. Consejo Universitario aprueba por mayoría de votos el proyecto de reforma al estatuto universitario, se deroga el artículo 43 y se reforman los artículos del 100 al 105 y el artículo 111. La asamblea estudiantil de la Facultad de Medicina anuncia que se mantendrán en paro de labores indefinido y autoridades del Centro Universitario Tenancingo respaldan a los alumnos en sus exigencias.
- 5 de julio: Se anuncia la firma de una carta compromiso de cumplimiento del pliego petitorio entre la asamblea estudiantil de la Facultad de Ciencias Políticas y Sociales, el encargado de despacho de la dirección de la facultad y las 5 candidatas a la rectoría.
- 6 de julio: La asamblea estudiantil de la Facultad de Planeación Urbana y Regional denuncia que las autoridades de la facultad incumplen acuerdos sobre la finalización del semestre.
- 7 de julio: En respuesta a la ausencia del director de la Facultad de Medicina a una reunión previamente pactada, la asamblea del espacio académico bloquea varias avenidas de Toluca de Lerdo.
- 8 de julio: Se anuncia que el proceso electoral para la renovación de la rectoría se reanudaría, ignorando las exigencias de múltiples asambleas estudiantiles de reiniciar el proceso, y anuncian fechas para la elección de la nueva rectora.
- 9 de julio: La Facultad de Economía levanta el paro de labores manteniendo sus exigencias.
- 10 de julio: La administración central universitaria habilita un sitio web para conocer el perfil y las propuesta de las candidatas a la Rectoría.
- 11 de julio: Directivos de espacios académicos sesionan para analizar detalles y lineamientos de la elección. Isidro Rogel anuncia las modalidades de voto físico y electrónico según las condiciones de cada espacio académico y anuncia que el EEU aprueba la elección. La asamblea estudiantil de la Facultad de Artes se posiciona en contra de la reanudación de la elección.
- 12 de julio: Asamblea estudiantil de la Facultad de Ciencias de la Conducta levanta paro de labores tras votaciones y entrega instalaciones. Dolores Durán declina su candidatura en favor de Maricruz Moreno. EEU no se opone a la realización de la elección pero pide mesa de diálogo con las candidatas.
- 13 de julio: Las candidatas anuncian que no se presentarán al diálogo con estudiantes por lineamientos de la elección.
- 14 de julio: El EEU pide que se atrase la elección para sostener diálogo con las candidatas, Isidro Rogel rechaza aplazar la votación. EEU interviene el Edificio Uaemitas.
- 15 de julio: Se realiza la votación para elegir a la nueva rectora de la UAEMéx, se denuncian fallos en la votación electrónica. Estudiantes protestan en contra de la votación. Martha Patricia Zarza Delgado resulta electa con 118 votos ponderados de 213 posibles.
- 16 de julio: La Comisión Especial Electoral no registra impugnaciones de otras candidatas. Laura Benhumea y María José Bernáldez reconocen victoria de Patricia Zarza.
- 17 de julio: Isidro Rogel Fajardo rinde informe de labores como encargado de despacho de la Rectoría. Toma de protesta de Patricia Zarza como rectora de la UAEMéx. EEU y Asamblea de Académicas y Académicos se pronuncian en contra del proceso electoral.
- 19 de julio: Polémica entre estudiantes a favor y en contra del paro de labores en el Centro Universitario Texcoco, filtran números telefónicos y hay actos de intimidación. La asamblea estudiantil de la Facultad de Arquitectura y Diseño anuncia que no permitirá el inicio del semestre 2025B por acuerdo con su director.
- 21 de julio: Asamblea estudiantil de la Unidad Académica Profesional Chimalhuacán levanta paro de labores tras votaciones, entrega instalaciones y pliego petitorio a la rectora Patricia Zarza.
- 22 de julio: Reunión de la rectora Patricia Zarza con las asambleas estudiantiles de los centros universitarios Texcoco, Teotihuacán y Tenancingo y de las unidades académicas profesionales Chimalhuacán, Acolman y Tianguistenco. Se realiza la entrega de las instalaciones de los planteles Texcoco, Acolman y Tianguistenco.
- 23 de julio: La rectora Patricia Zarza reafirma su compromiso de trabajar en territorio y a no criminalizar ni estigmatizar el movimiento estudiantil.
- 25 de julio: Se cancela reunión entre la rectora Patricia Zarza y la asamblea estudiantil de la Facultad de Medicina por un correo anónimo. El EEU se pronuncia cuestionando la legitimidad de la elección del 15 de julio.
- 26 de julio: La asamblea estudiantil de la Facultad de Medicina anuncia que trabajará de manera independiente al Enjambre Estudiantil Unificado. El EEU solicita reunión con la rectora para el 28 de julio.
- 27 de julio: La rectora cancela rechaza reunión con el EEU del día siguiente por temas de agenda.
- 28 de julio: Patricia Zarza se reúne con las asambleas estudiantiles de las facultades de Medicina y Turismo y Gastronomía. El EEU propone retrasar el inicio del semestre 2025B para tener más mesas de trabajo.
- 29 de julio: Reunión de la rectora Patricia Zarza con la asamblea estudiantil de la Escuela de Artes Escénicas. Irrupción de alumnos y personas no identificadas a la Casa del Estudiante, asambleas estudiantiles rechazan y condenan la invasión del inmueble. Se denuncia que los invasores sustraen documentos y objetos del inmueble. Patricia Zarza se deslinda de los hechos. EEU desaloja a los estudiantes invasores.
- 30 de julio: Una patrulla de la policía de Toluca se lleva a los invasores que no se identificaron como estudiantes de la UAEMéx, son llevados a un juzgado cívico. La rectora condena la irrupción en Casa del Estudiante y promete darle seguimiento al incidente. La asamblea estudiantil de la Facultad de Medicina señala que fue un hecho premeditado. Se denuncia que los invasores tienen vínculos con un ex coordinador de la UAP Chimalhuacán.
- 31 de julio: Primera mesa de trabajo entre el Enjambre Estudiantil Unificado y la rectora Patricia Zarza en el Teatro Universitario "Los Jaugares", se realizan reclamos a la rectora por su actuar durante el incidente en Casa del Estudiante, se debate sobre atrasar el inicio del semestre 2025B por diversas situaciones, se piden garantías de no represalias al movimiento y que se destituyan a administrativos y docentes que actuaron contra estudiantes del movimiento. Denuncian presencia de hombres con armas blancas en las inmediaciones de la Casa del Estudiante.
- 1 de agosto: La Asamblea Universitaria de la UAEMéx denuncia que la irrupción en la Casa del Estudiante fue orquestada por profesores, personal administrativo y alumnos de la UAP Chimalhuacán encabezados por un ex director del plantel que buscaba coaccionar a la rectora Patricia Zarza. Se entrega un elevador en la Facultad de Medicina.